# Lista de frutas

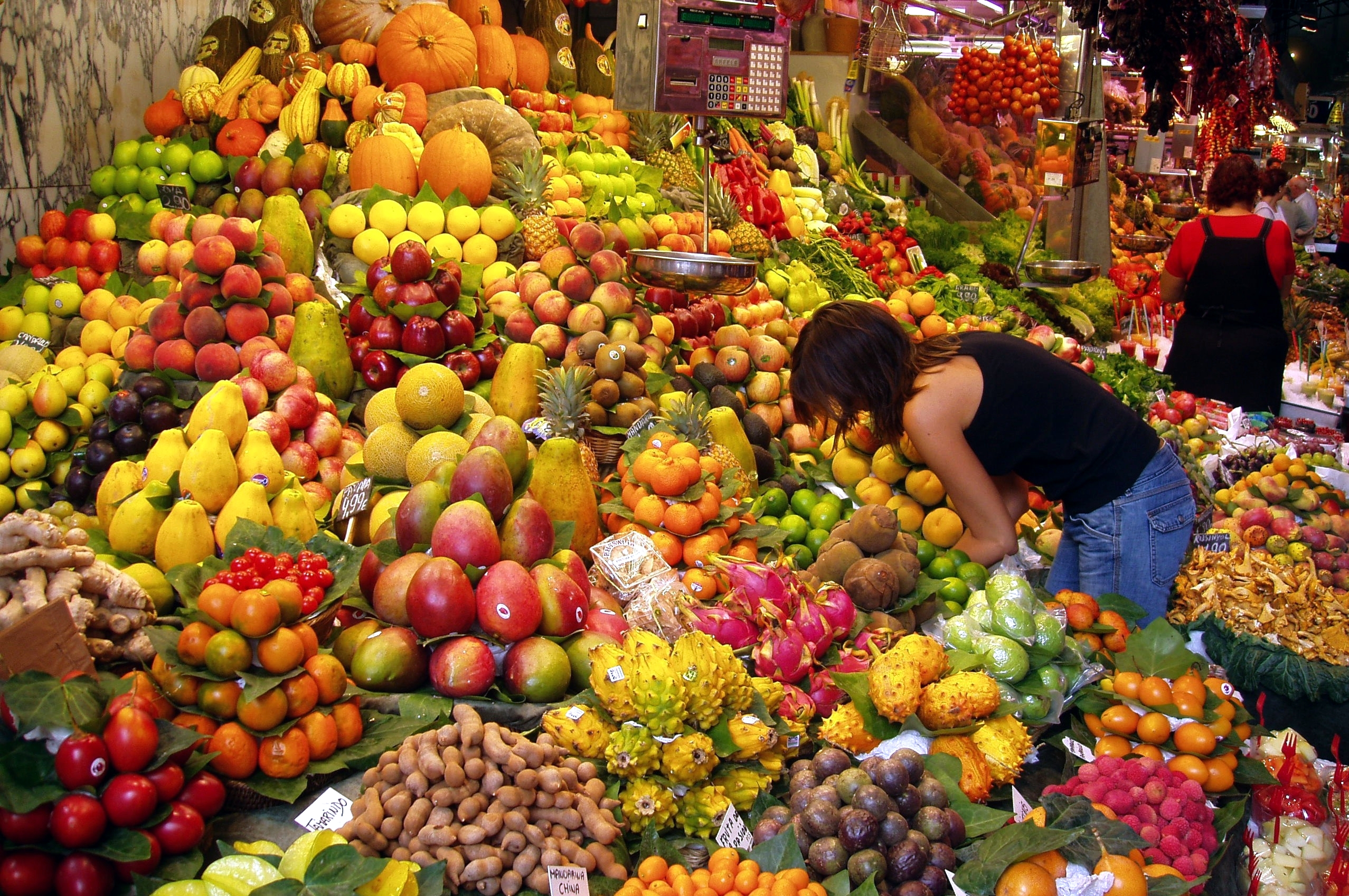
Frutas são alimentos que mais contêm vitaminas e minerais

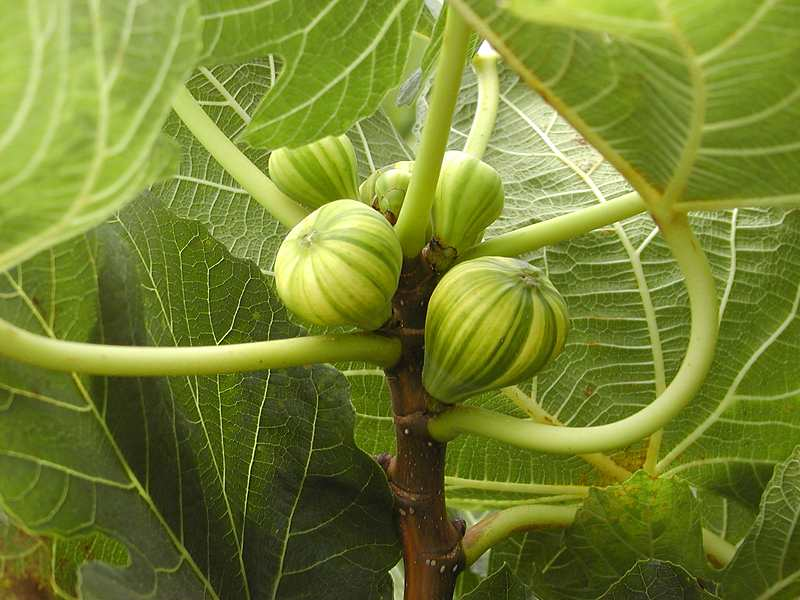
O figo, ainda que não seja, em termos botânicos, um fruto, mas um sícone, é como fruta que é conhecido na linguagem corrente

A presente lista pretende enumerar vários tipos de frutas, consideradas comestíveis em diversas partes do mundo. Note que muitos frutos (do ponto de vista biológico) são considerados legumes no sentido culinário (por exemplo, tomate), e não aparecem neste artigo por essa razão. Por outro lado, existem algumas "frutas", como o morango ou o ananás que não são frutos em termos biológicos. Resumindo: são aqui listadas "frutas" na acepção corrente de fruta e não na acepção de fruto, científica.
Algumas famílias têm maior número de espécies cujos frutos são comestíveis: Myrtaceae, Sapotaceae são algumas delas.

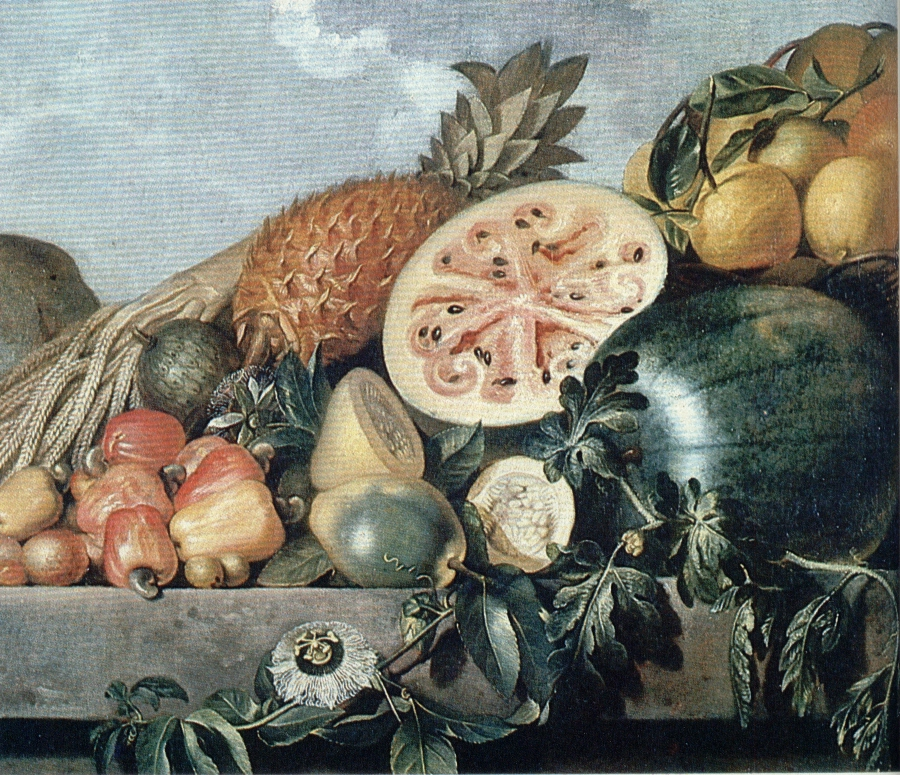
Pintura de frutas brasileiras (Albert Eckhout)

As frutas de clima temperado são quase todas produzidas em árvores ou arbustos lenhosos ou lianas. Contudo, elas não se desenvolvem adequadamente nas regiões tropicais (de clima quente), precipitação atmosférica regular e temperatura média anual superior a 22 °C. Isto, porque existe a necessidade fisiológica de alguns dias de baixas temperaturas (chilling requirement), cerca de 5 a 15 °C, em cada ano anterior à floração. Como se percebe todas as plantas desse grupo são espécies que exigem para o seu crescimento normal e a sua posterior frutificação um clima tipicamente frio para um período de repouso fisiológico (repouso vegetativo) em que apresentam grande resistência ao frio. As principais frutas de clima temperado são a ameixa, a ameixa-japonesa, a cereja-doce, o damasco, a framboesa, a maçã, a nogueira-europeia, a pera, a uva-americana e a uva-europeia porque elas são amplamente cultivadas e também consumidas globalmente, devido à sua enorme adaptabilidade. Porém, existem outras frutas de grande importância local, não figurando entre as espécies produzidas predominantemente para o comércio. Estas são frequentemente extraídas da natureza como acontecia durante o período Neolítico.

## Família Rosaceae

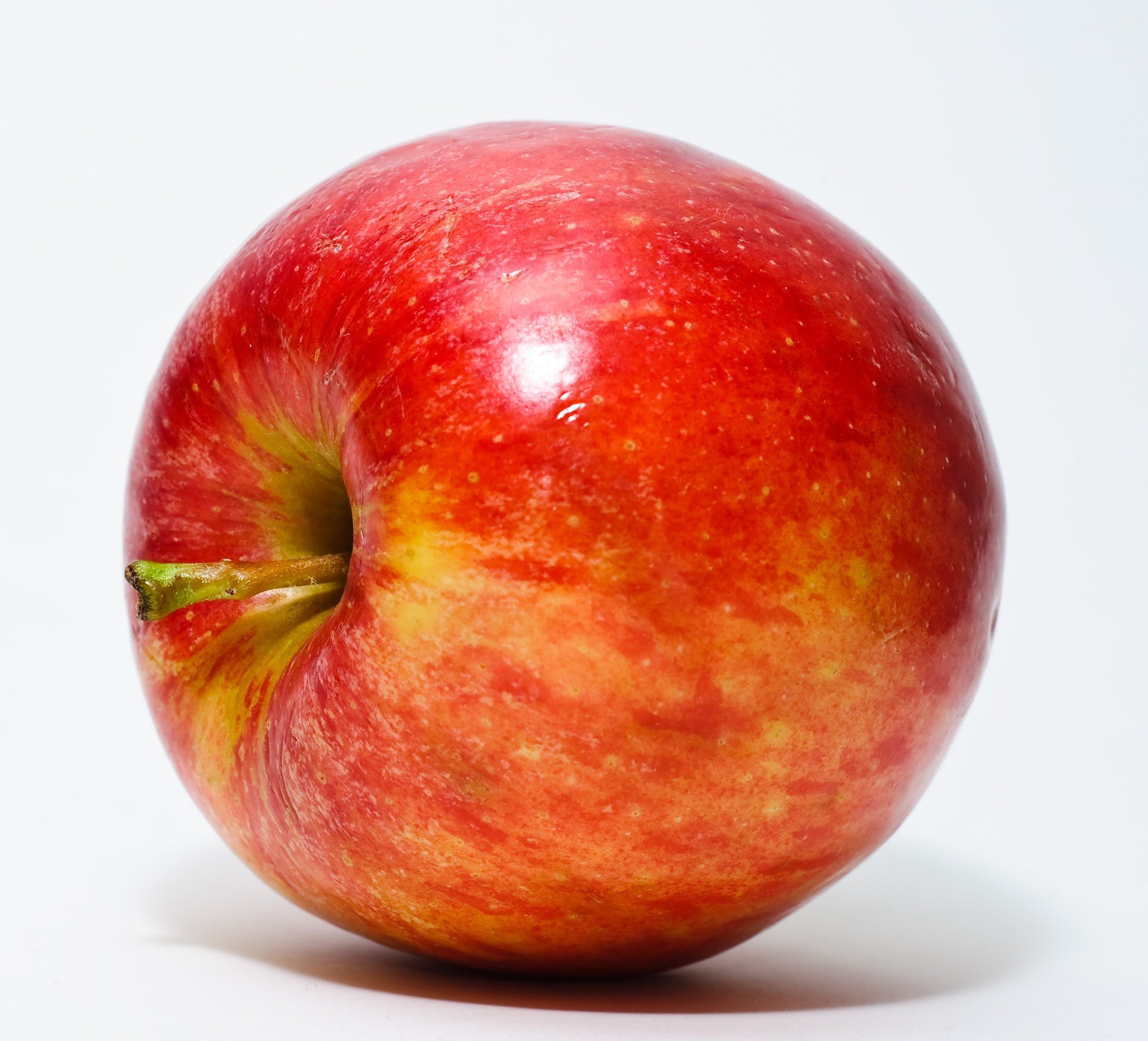
Maçã vermelha

A família Rosaceae predomina entre as principais plantas produtoras de fruto de clima temperado pela sua importância e também pelo grande número de espécies. Os pomos, drupas, amoras, nêsperas, morangos, e o fruto da roseira são exemplos de frutas desta família.

### PseudofrutosPomóideos

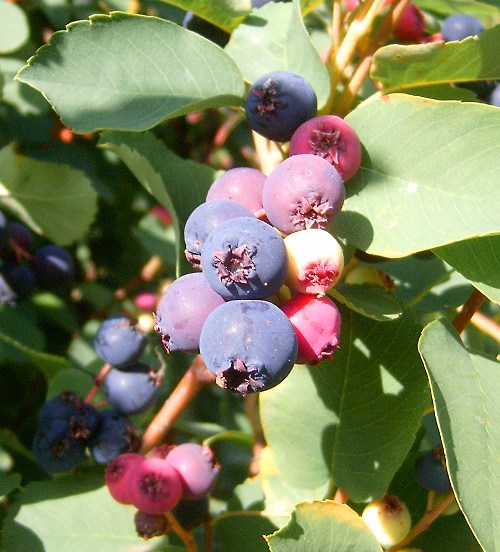
Amelanqueiro

- Amelanqueiro (em inglês: Juneberry ou saskatoon);
- Pseudofrutos do género Aronia (conhecidos em inglês como chokeberry)
- Espinheiro-branco (Crataegus spp.)
- Maçã e maçãs silvestres (Malus spp.)
- Marmelo (Cydonia oblonga e Chaenomeles spp.)
- Nêspera europeia (Mespilus germanica) - fruto hoje relativamente raro, mesmo na Europa.
- Nêspera (Eriobotrya japonica) - também conhecida por nêspera japonesa e ameixa amarela.
- Pera, espécies Europeia e Asiática (Pyrus spp.)
- Prunus virginiana (conhecida em inglês como chokecherry)
- Fruto da roseira, (pseudofruto das plantas do género Rosa spp.), vermelho quando maduro. É usado geralmente para o preparo de geleias ou chá de ervas.
- Sorveira (Sorbus domestica);
- Fruto da Tramazeira (rowan, em inglês).

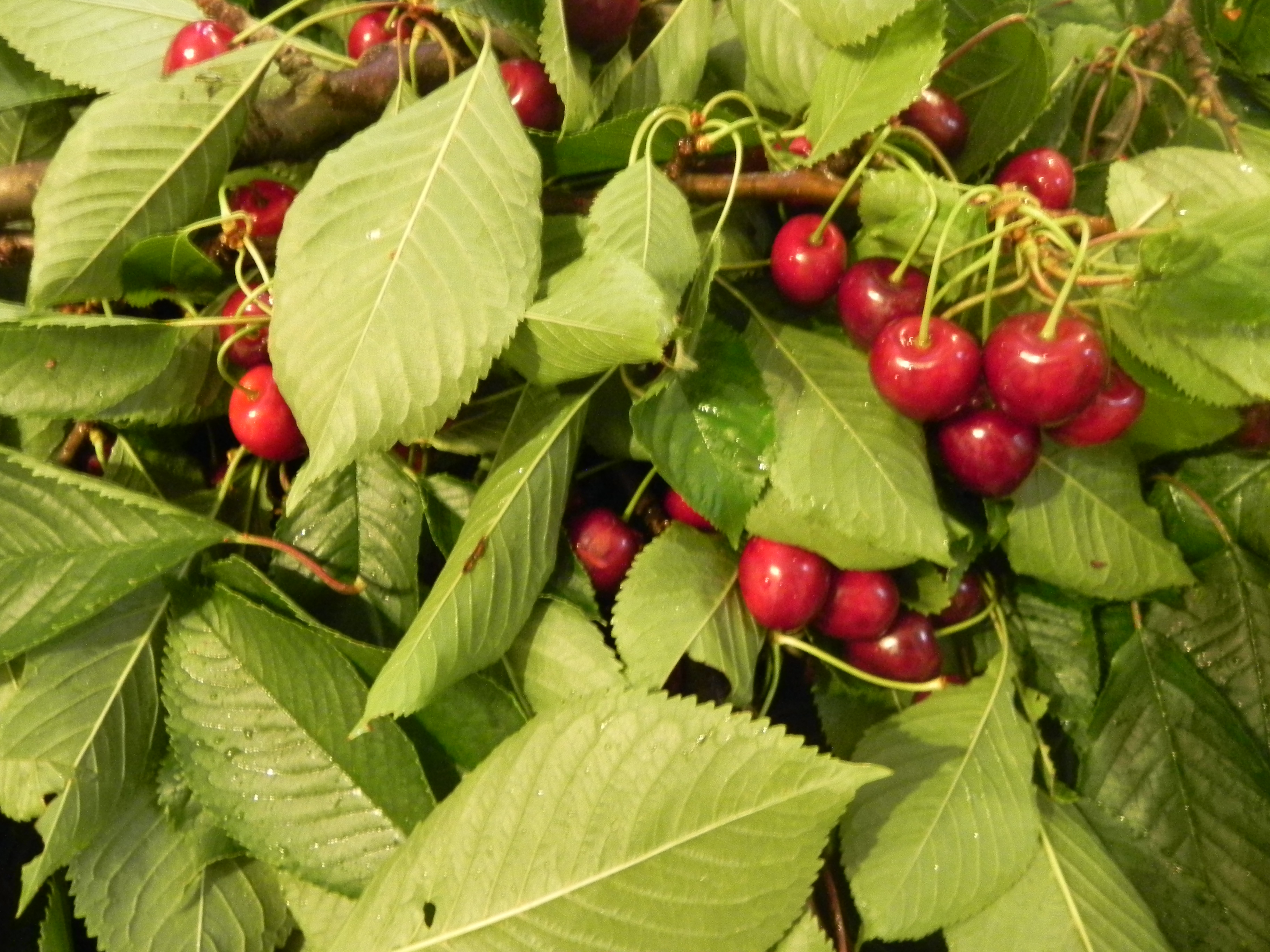
Cerejas

### Bagas
O termo baga não é usado neste artigo tecnicamente, ou no sentido botânico. Aqui, ele significa qualquer pequena fruta, que pode ser totalmente consumida e que, eventualmente, não possui sementes.
O género botânico Rubus, vulgarmente designado por "silvas" em Portugal e "amoras" no Brasil, fornece as chamadas pseudobagas. As mais conhecidas frutas desse grupo são as amoras silvestres e as framboesas, mas outras, híbridas, como as amoras-pretas e amoras-framboesas são também muito populares. Há várias espécies e variedades de frutos silvestres, que podem provir de silvas (com espinhos) ou não.

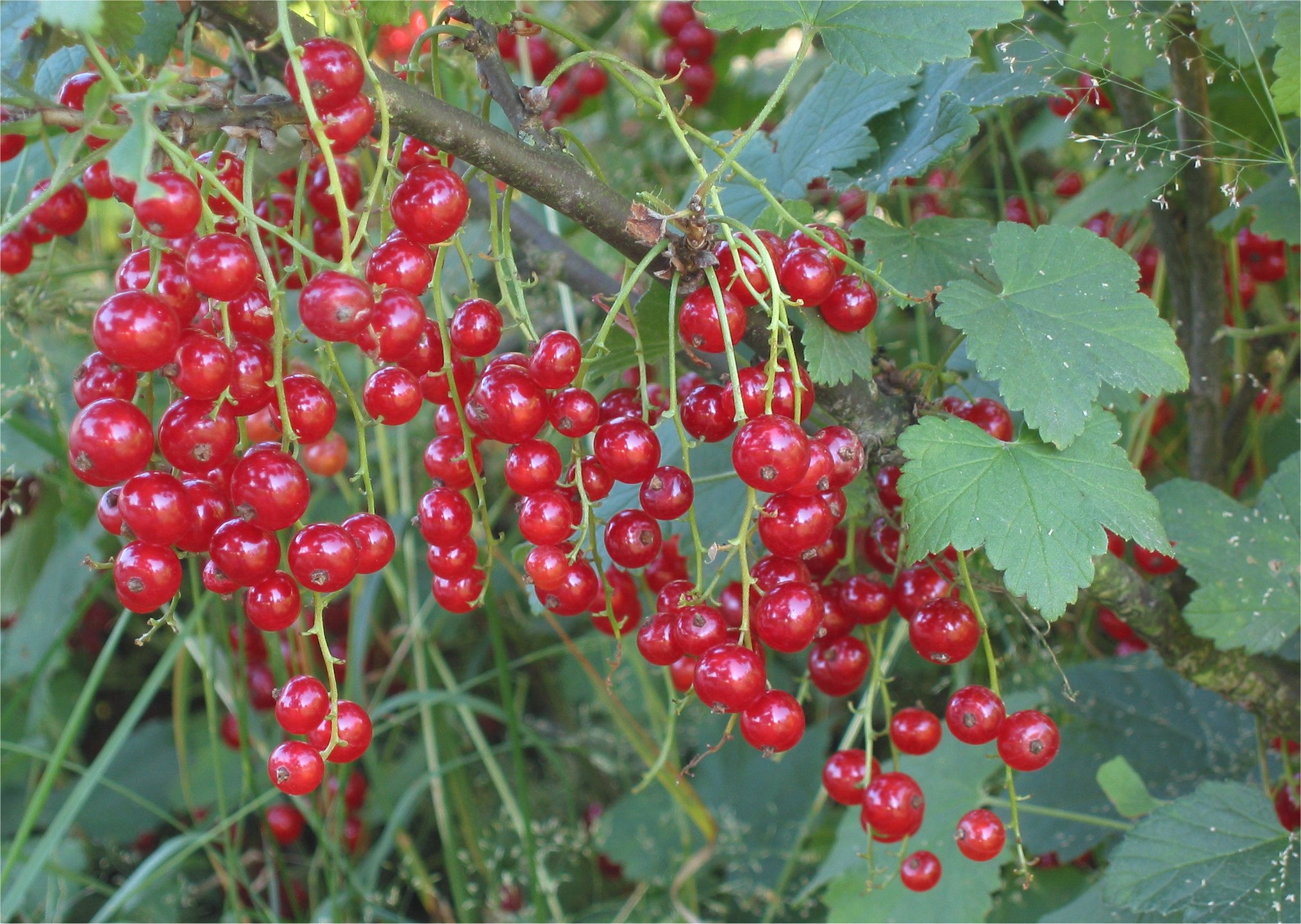
Groselhas

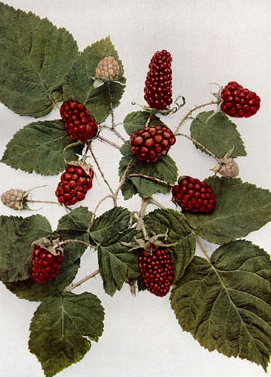
Loganberry

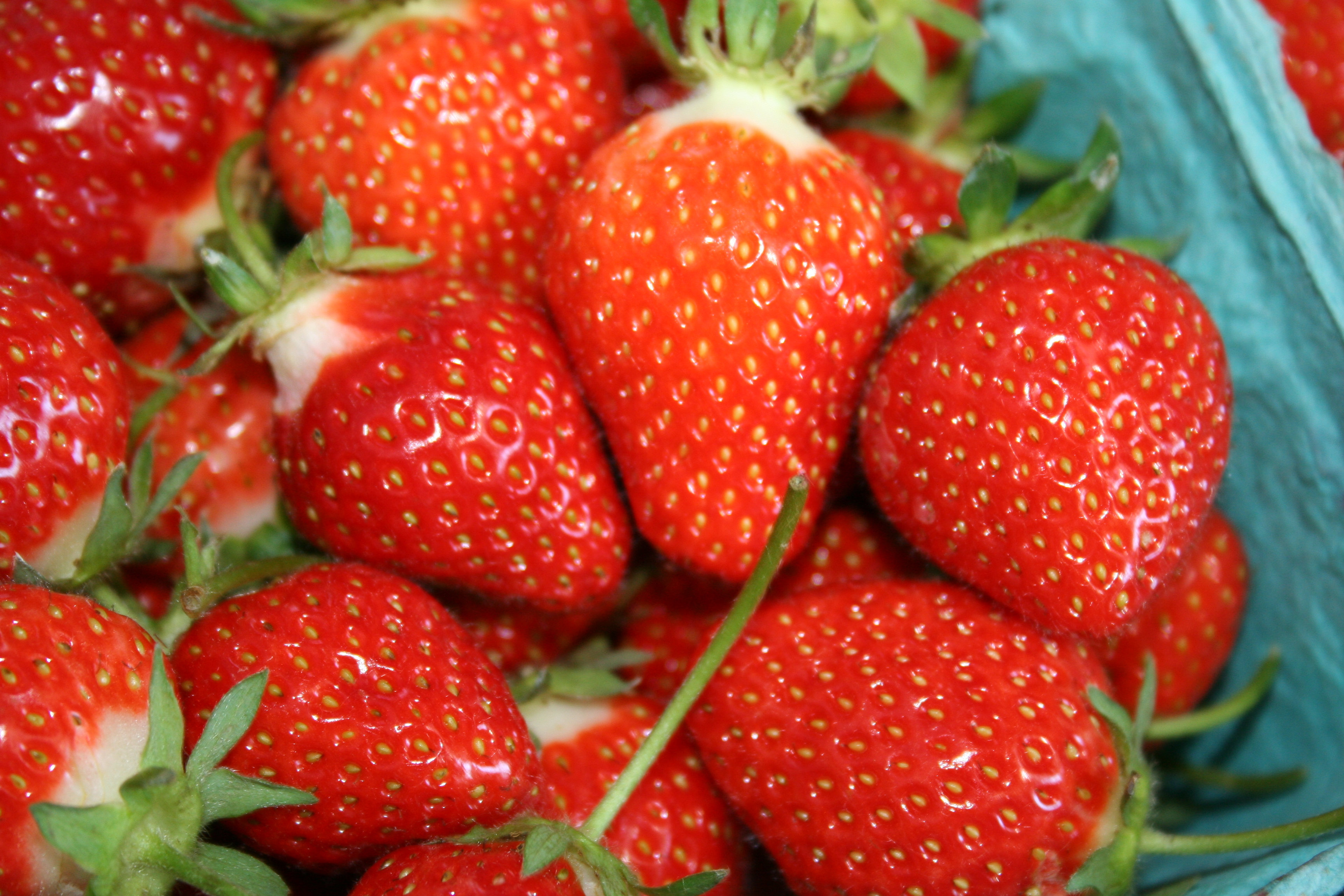
Morangos

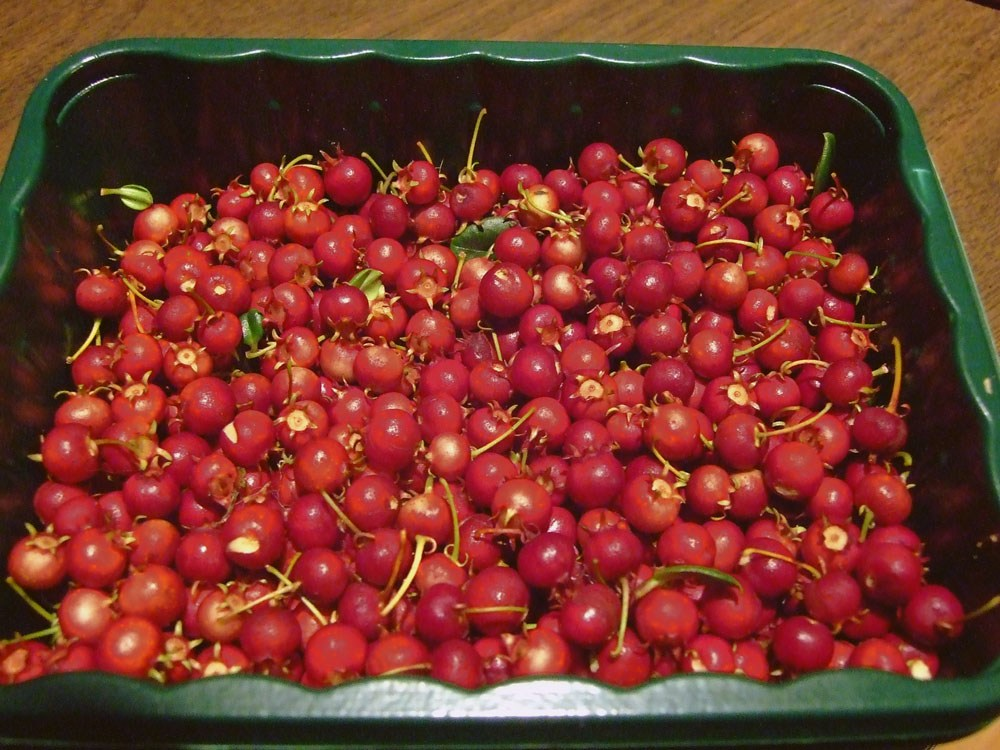
Ugnis

As seguintes frutas são consideradas como frutos silvestres:
- Amoras, designação que inclui muitas espécies e híbridos:
  - Amora-silvestre - designação comum às espécies do género Rubus
  - amoras-framboesas, (Rubus loganobaccus);
  - Amora-preta (Rubus brasiliensis Martius);
  - Amoras-brancas-silvestres ou Cloudberries;
  - Framboesa, que possui diversas espécies;
  - Bagas Zimbro (maduras (púrpura) e imaturas (verde) numa ramagem de Juniperus communis.)

- Cerejas, designação que inclui muitas espécies e híbridos:
  - Azereiro (Prunus lusitanica);
  - Cereja-ácida ou ginja (Prunus cerasus);
  - Cereja-doce (Prunus avium);
  - Cereja-do-japão (Prunus serrulata);
  - Cereja-negra ou sakura (Prunus serotina);

As verdadeiras bagas estão predominantemente na família Ericaceae, estando muitas adaptadas ao subártico:
- Espécies do género Vaccinium, entre os quais se conta:
  - Arando
  - Mirtilo
- Baga-rosa-da-montanha (Leptecophylla juniperina), conhecida como mountain pinkberry
- Uva-de-urso ou Arctostaphylos (Arctostaphylos manzanita)
- Medronheiro (Arbutus unedo)

Outras bagas que não são das famílias Rosaceae nem Ericaceae:
- Amora (Morus spp.; Moraceae)
- Espinho-de-areia ou espinheiro-marítimo (Hippophae rhamnoides)
- Fruta-milagrosa (Synsepalum dulcificum; Sapotaceae), da África Ocidental
- Frutos do género Berberis (família das Berberidaceae)
- Frutos do género Empetrum (família das Empetraceae)
- Frutos do género Celastrus (família das Celastraceae)
- Frutos do género Carissa (família das Apocynaceae)
- Frutos do género Cassytha (família das Lauraceae)
- Frutos do género Cryptocarya (família das Lauraceae)
- Frutos do género Viburnum (família das Caprifoliaceae)
- Groselha (Ribes spp.; Grossulariaceae), com variedades vermelha, preta e branca.
- Madressilva: as bagas de algumas espécies são comestíveis, outras são venenosas (Lonicera spp.; Caprifoliaceae)
- Maqui (Aristotelia chilensis; Elaeocarpaceae)
- Morango (Fragaria spp.; Rosaceae) Incluídos aqui apesar de não serem frutos nem bagas (são pseudofrutos), mas que poderão ser assim considerados para efeito comercial.
- Sabugo, baga do sabugueiro (Sambucus; Caprifoliaceae, em particular da espécie Sambucus nigra)
- Sinforina (Lycium barbarum, Lycium spp.; Solanaceae)
- Ugni (Ugni molinae)

## Frutas subtropicais e do Mediterrâneo

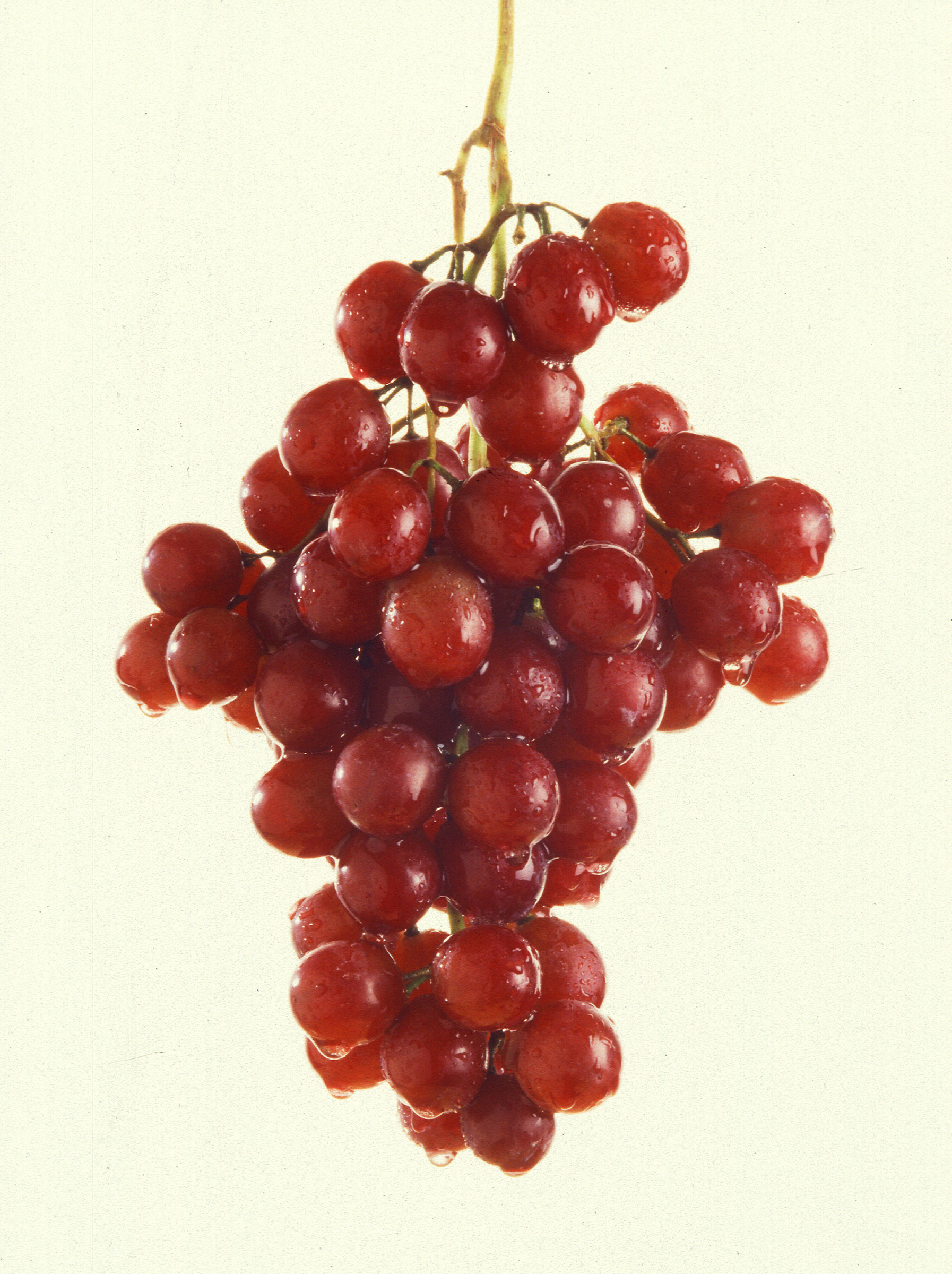
Uvas

Os frutos desta categoria não suportam condições de temperatura baixa continuada, mas resistem a episódios de frio intenso e geada.
- Amora-preta (Morus nigra; Moraceae)
- Cornelian cereja (Cornus mas; Cornaceae)
- Figo (Ficus spp. Moraceae)
- Sicômoro (Ficus sycomorus; Moraceae)
- Jujuba (Ziziphus zizyphus; Rhamnaceae)
- Azeitona (Olea europea; Oleaceae)
- Romã (Punica granatum; Punicaceae)
- Tâmara (Phoenix dactylifera; Arecaceae)
- Uva, que é chamada passa ou sultana quando está desidratada (Vitis spp.; Vitaceae)

Alguns membros do gênero Citrus (Rutaceae) são plantas de regiões tropicais, portanto intolerantes à ocorrência das geadas. Entretanto todas as espécies comumente comercializadas são um tanto quanto resistentes a esse fenômeno climático:

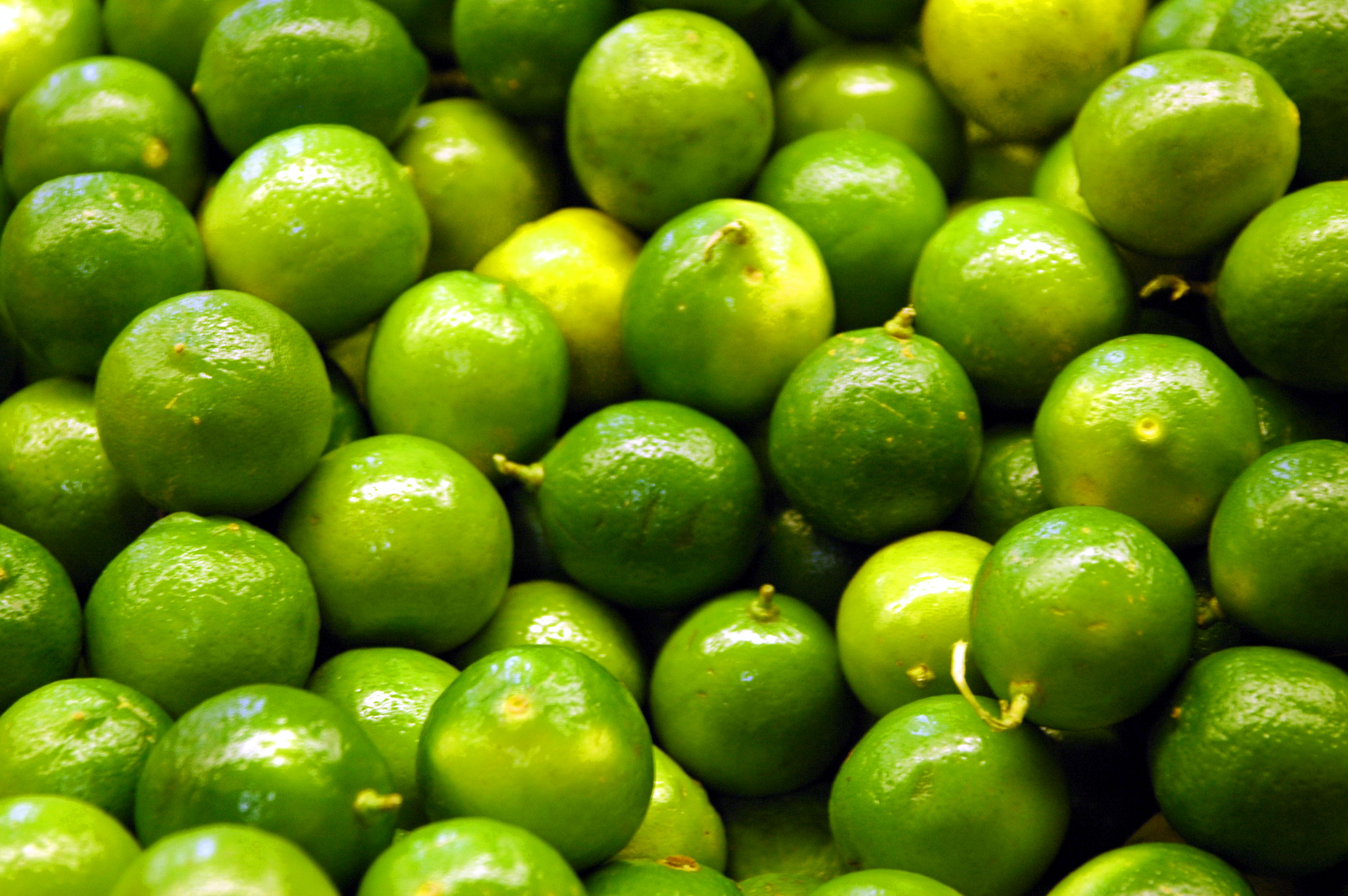
Limas

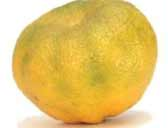
Ugli

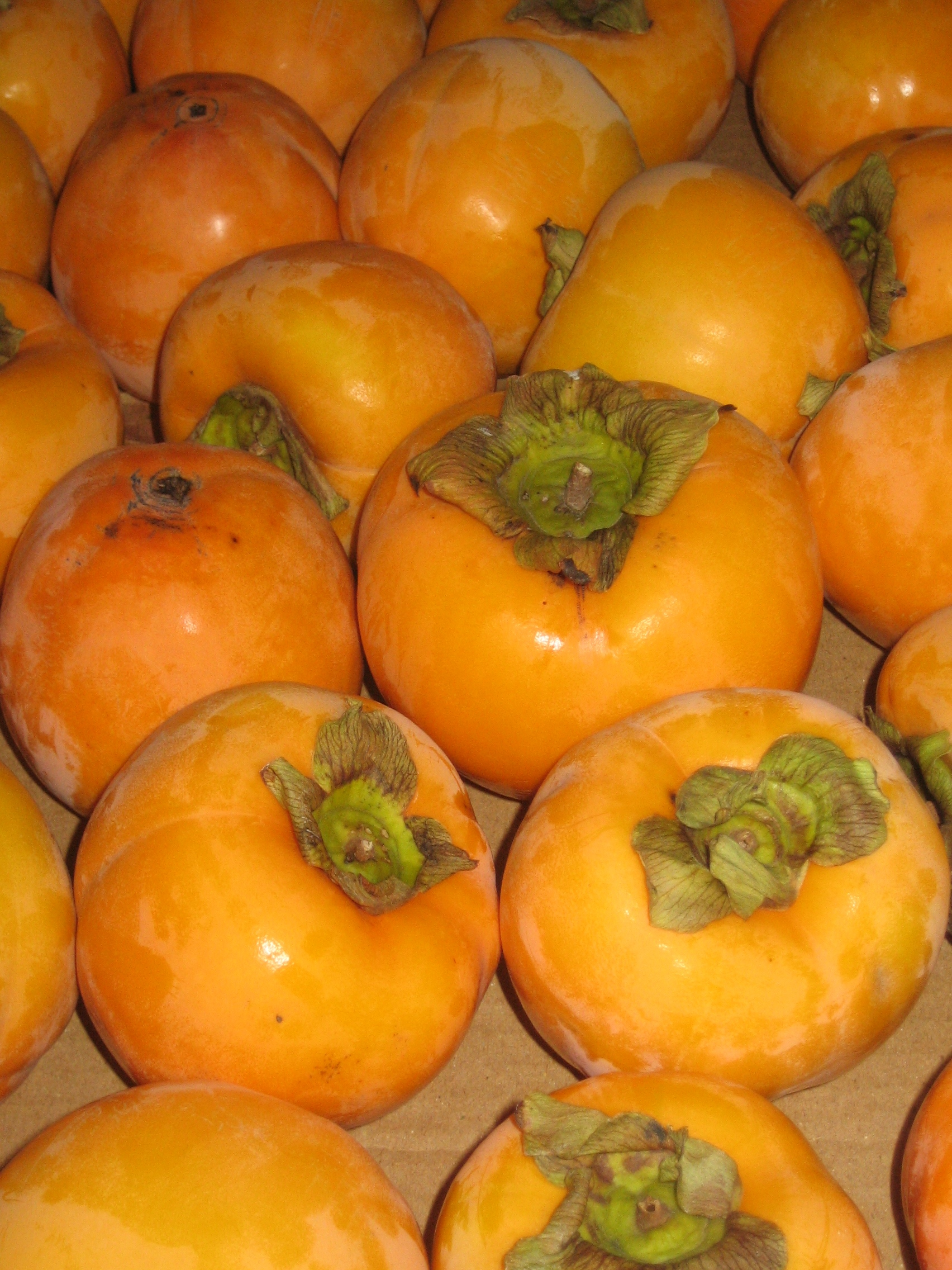
Caquis

- Calamondina ou calamansi (Citrus mitis)
- Cidra (Citrus medica) - Fruta originária da Ásia
- Laranja, das quais:
  - Citrus sinensis, espécie doce
  - Citrus aurantium, espécie amarga
- Lima (Citrus aurantifolia) (BR: Limão)
- Lima-caviar (Citrus australasica)
- Lima-cidra (Citrus aurantifolia x medica) (é um importante híbrido interespecífico da Lima (Citrus aurantifolia) e da Cidra (Citrus medica))
- Limão (Citrus limon)
- Tangelo ou tangerina-pomelo (Citrus reticulata x paradisi) é também outro importante híbrido interespecífico da tangerina (Citrus reticulata) com o pomelo (Citrus paradisi).
- Tangerina (Citrus reticulata), clementina (Citrus reticulata var. clementina)
- Tangor ou Tângera (Citrus reticulata x sinensis) é também outro importante híbrido interespecífico da tangerina com a laranja doce
- Toranja ou pomelo ou grapefruit (Citrus grandis)
- Ugli, um híbrido

Outras frutas de clima subtropical são:
- Atemoia (Annona × atemoya; Annonaceae), um importante híbrido entre a chirimoia (clima subtropical) e a fruta-pinha (clima tropical)
- Caqui (Diospyros kaki; Ebenaceae), da Ásia
- Chirimóia (Annona cherimolia; Annonaceae)
- Cunquate (Fortunella spp.; Rutaceae)
- Feijoa (Feijoa sellowiana; Myrtaceae)
- Longan (Euphorianthus longan; Sapindaceae)
- Lichia ou (Alichia) (Litchi chinensis; Sapindaceae)
- Macadâmia ou nogueira-do-havaí ou noz-australiana (Macadamia integrifolia; Proteaceae ), da Austrália
- Maracujá (Passiflora edulis e outras espécies de Passiflora spp.; Passifloraceae)
- Marmelo (Cydonia oblonga e Chaenomeles spp.)
- Nêspera (Eriobothrya japonica), da Ásia
- Noz-comum (Juglans regia L.')
- Noz-de-cola (Cola nitida ou Cola acuminata; Malvaceae-Ster)
- Noz-pecã (Carya illinoensis; Juglandaceae)
- Noz-vermelha (Hicksbeachia pinnatifolia; Proteaceae)
- Pistache (Pistacia vera; Anacardiaceae)
- Tamarillo (Cyphomandra betacea; Solanaceae)
- Frutos do gênero Triphasia (família das Rutaceae)

## Frutas tropicais

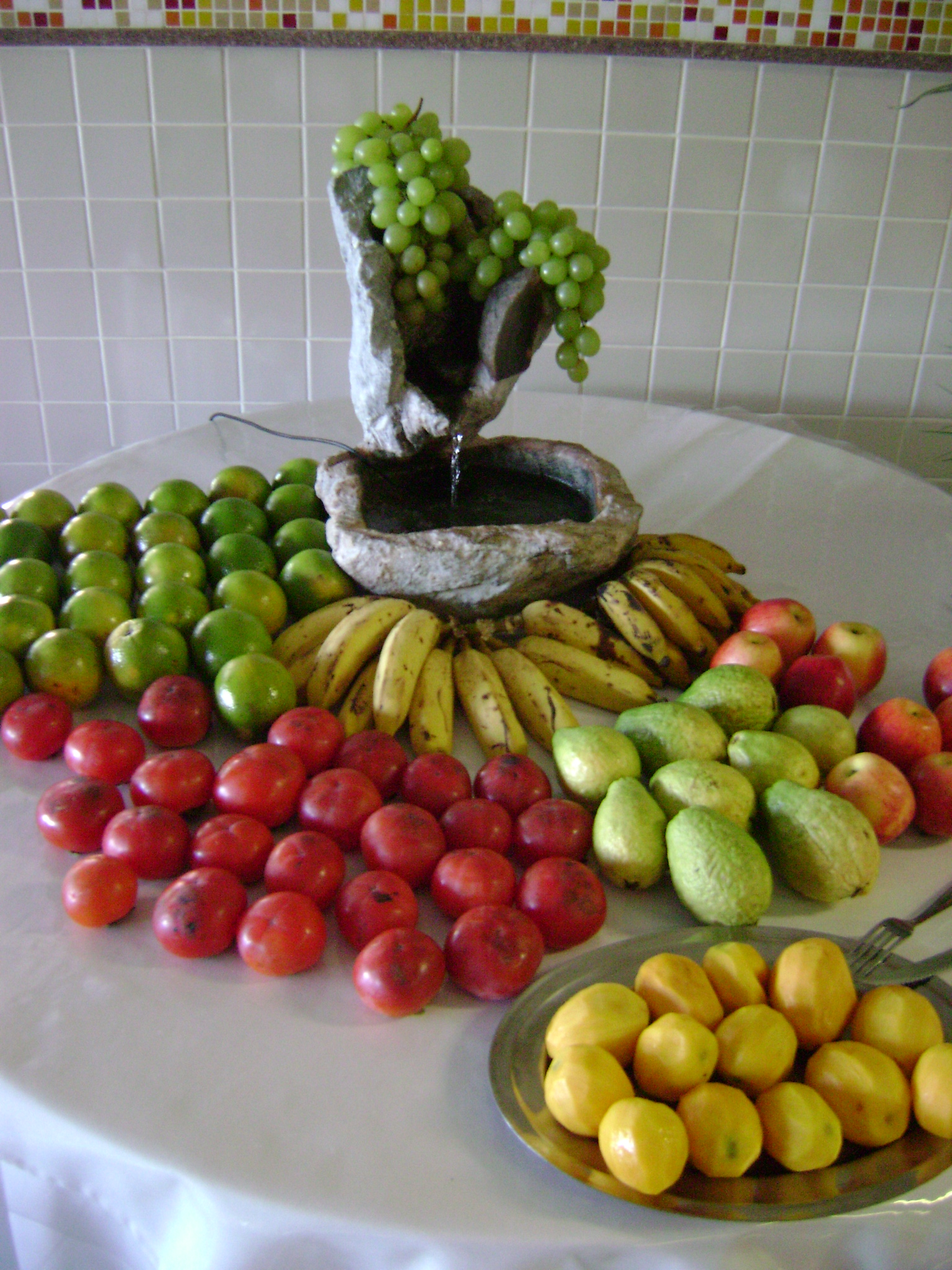
Algumas frutas

As frutas tropicais são produzidas por plantas de todos os tipos de habitat. A única característica comum que elas compartilham entre si é a sua intolerância às geadas.
No entanto, algumas se desenvolvem bem em ambientes secos (como o cerrado e a caatinga) e outras só crescem em matas ciliares ou de galeria, ou ainda em áreas inundadas. Há aquelas que vivem apenas em solos arenosos do litoral, como o caju, e as que precisam de solos argilosos e estação fria, como as das matas de altitude e dos campos sulinos do Brasil.

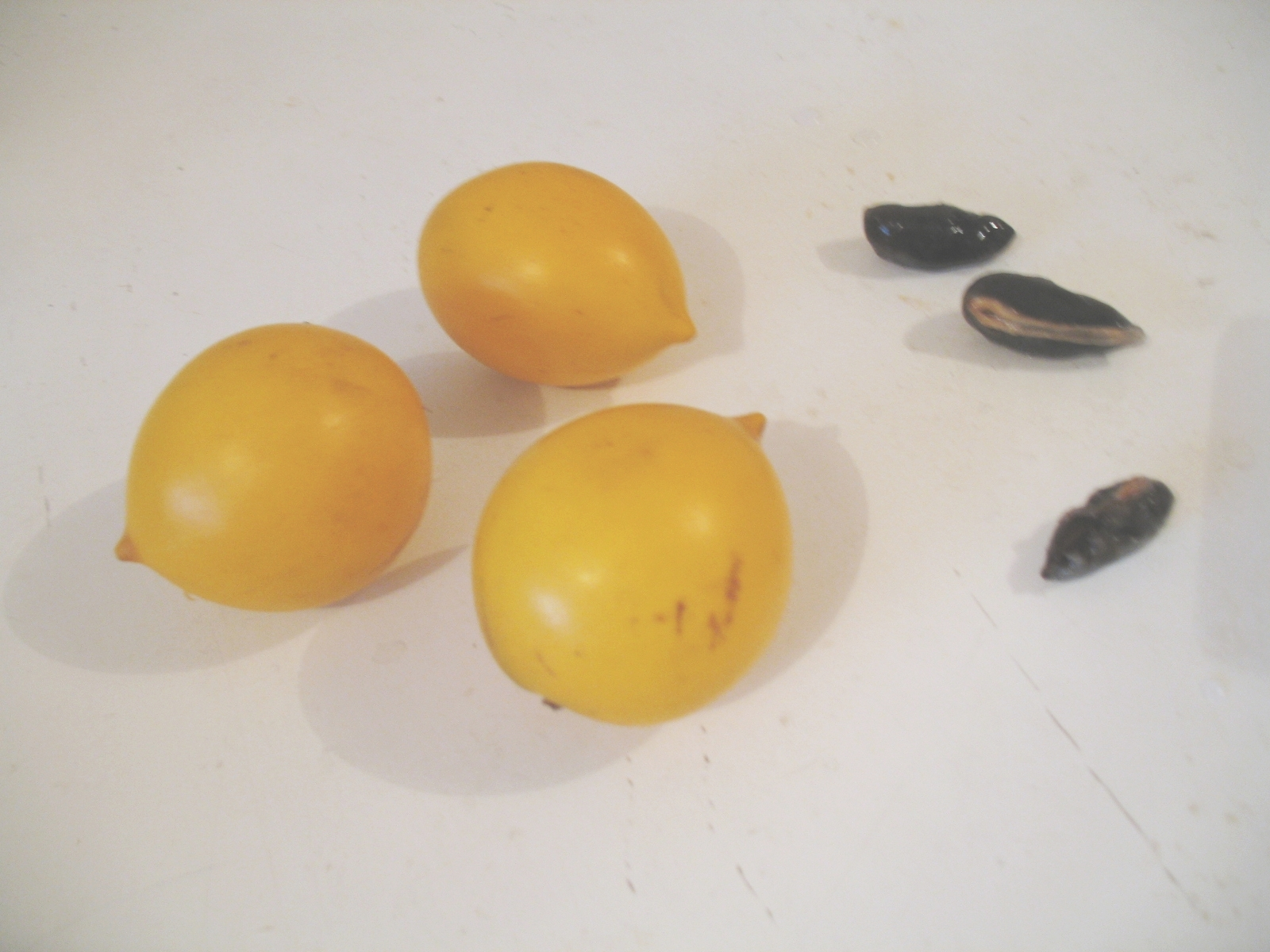
Abiu

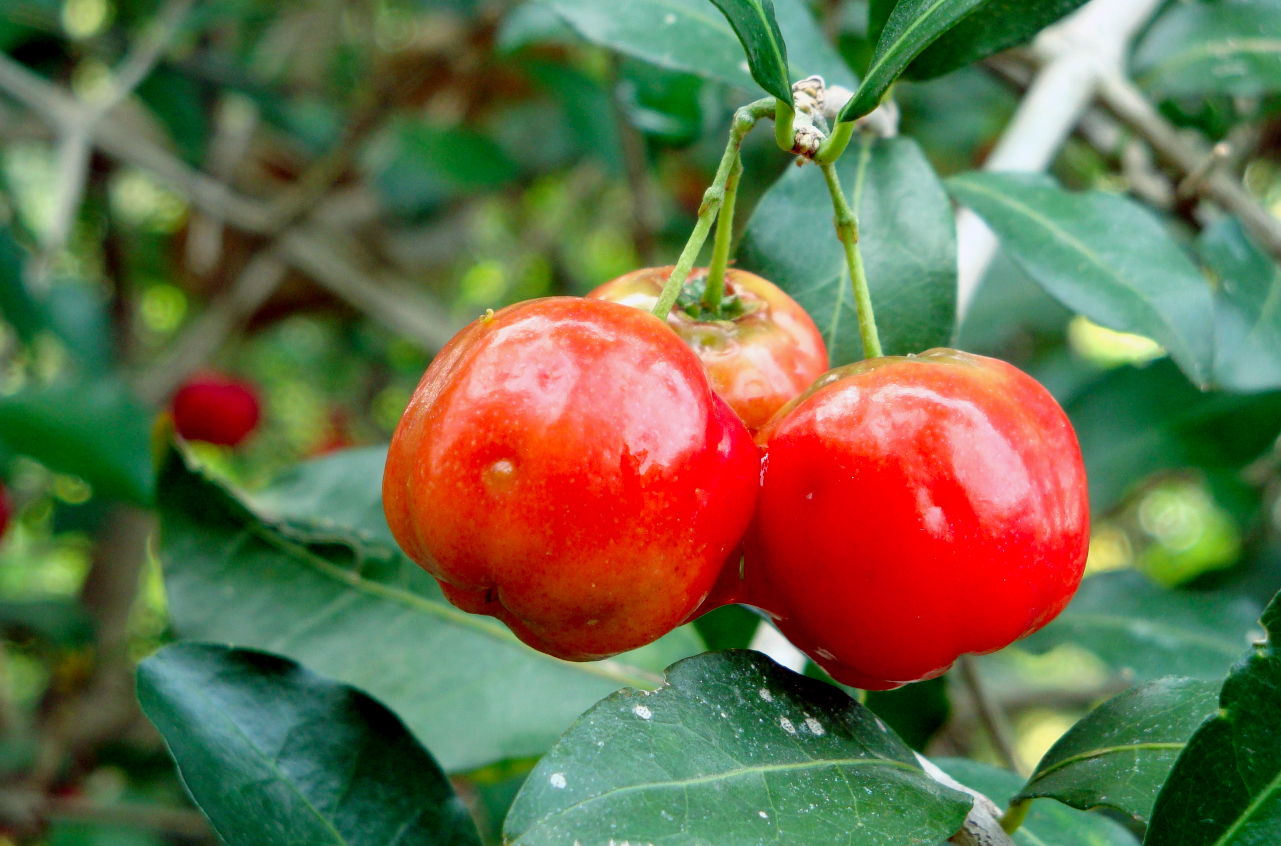
Acerolas

Ajuru

- Abacate (Persea americana), da América Central
- Abacaxi ou Ananás (Ananas comosus ou Ananas sativus; Bromeliaceae), da América Central e México
- Abiu (Lucuma caimito; Sapotaceae), da Amazônia
- Abiu-cutite (Pouteria macrophylla)
- Abiu-do-cerrado (Pouteria ramiflora)
- Abiu-piloso (Pouteria torta)
- Abiu-preto (Pouteria ramiflora; Sapotaceae), Amazônia e Centro-Sul do Brasil
- Abiu-roxo (Chrusophyllum cainito)
- Aboirana (Pouteria venosa)
- Abricó (Mammea americana; Clusiaceae)
- Abricó-da-flórida ou groselha híbrida (Dovyalis abyssinica X hebecarpa; Salicaceae)
- Abricó-da-praia (Lambramia bojeri ou Mimusopsis commersonii)
- Abricó-de-macaco (Couroupita guianensis; Lecythidaceae)
- Abricoteiro-do-mato (Mimusops elengi; Sapotaceae)
- Abutua-grande (Chondrodendron platiphyllum)
- Açaí (Euterpe oleracea; Palmae), da Amazônia
- Acaíba (Spondias mombin)
- Acara-uba (Gynerium sagittatum)
- Acerola (Malpighia glabra; Malpighiaceae), das Antilhas
- Achachairu (Garcinia humilis)
- Achuá (Sacoglottis guianensis), do Brasil
- Acumã (Syagrus flexuosa)
- Acuri (Scheelea phalerata)
- Aguaí (Micropholis venulosa; Sapotaceae)
- Aguaí-guaçu (Pouteria gardneriana)
- Agreira (Celtis australis; Cannabaceae), conhecido como lodão
- Ajarí (Glycoxilon pedicillatum)
- Ajuru (Chrysobalanus icaco), do Brasil
- Akebi (Akebia quinata), fruta encontrada no norte do Japão

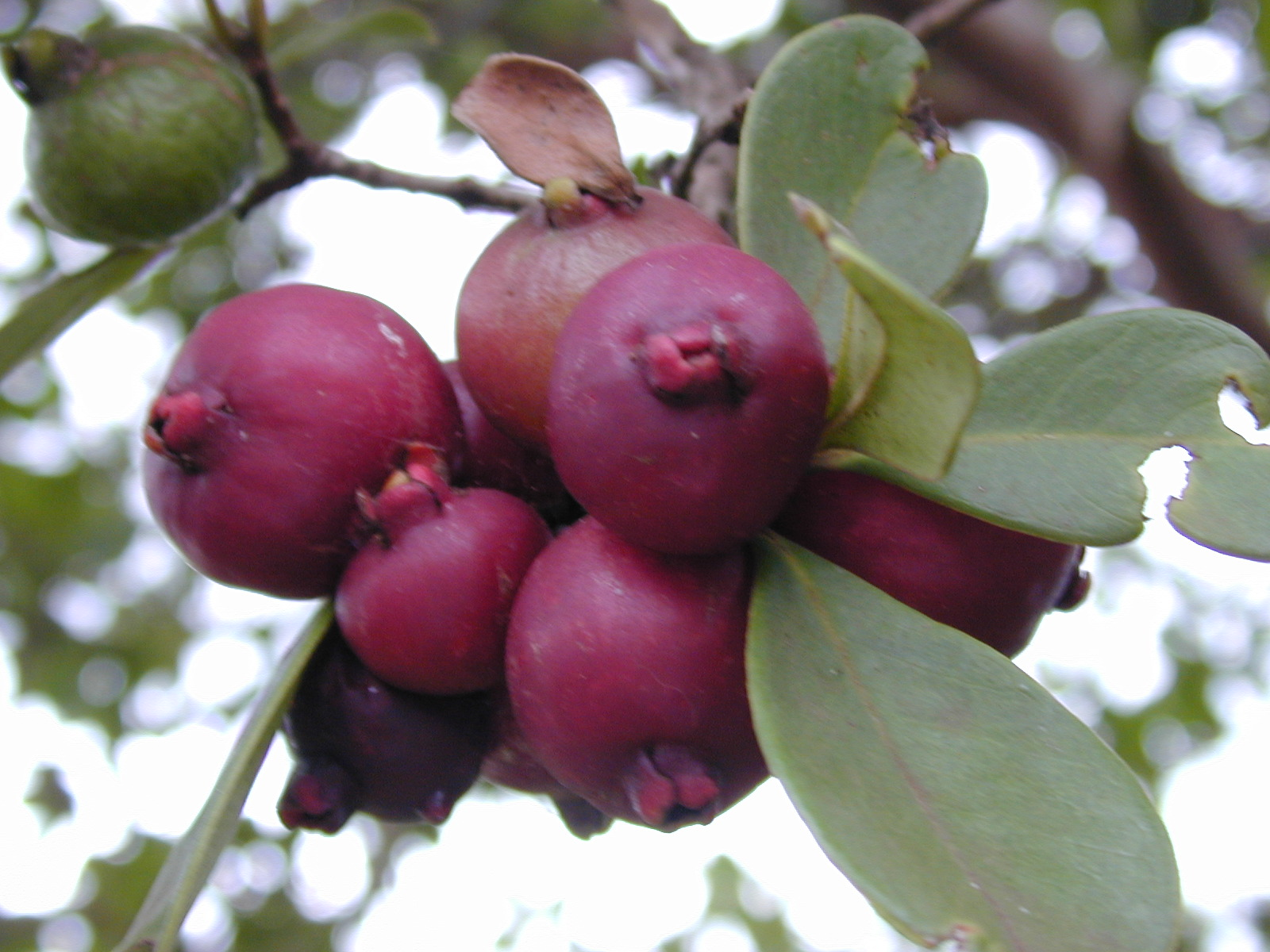
Araçá

- Akee ou Castanheiro da África (Blighia sapida)
- Alfarroba (Ceratonia siliqua; Fabaceae)
- Algarobo (Prosopis ruscifolia)
- Alpínia (Renealmia alpinia; Zingiberaceae)
- Alupag (Dimocarpus dydima; Sapindaceae)
- Amapá (Parahancornia amapa; Apocynaceae)
- Ameixa (Prunus domestica; Rosaceae)
- Ameixa-brava ou ameixa-da-caatinga (Ximenia americana)
- Ameixa-da-mata ou cereja-de-Joinville (Eugenia candolleana)
- Amêndoa (Amygalus communis)
- Amendoeira-da-praia (Terminalia catappa), da Índia e Malásia
- Amendoim-de-árvore ou Castanheira-da-praia (Bombacopsis glabra) ; Bombacaceae do Brasil
- Amendoim-de-bugre ou manduvi (Sterculia apetala)
- Amendoim-de-macaco (Sterculia striata; Malvaceae)
- Amora-do-mato (Rubus brasiliensis)
- Amla (Phyllanthus Emblica; Phyllanthaceae), conhecida como sarandi
- Anajá (Attalea concina)
- Angá (ver ingá)
- Angúria (ver melancia)
- Annona ou Anona
- Anona-lisa ou fruta-da-condessa (Annona reticulata)
- Apuruí (Alibertia edulis e Alibertia sorbilis)
- Araçá (Psidium cattleianum, Psidium araça; Myrtaceae), do Brasil
- Araçá-boi (Eugenia stipitata; Myrtaceae), do Brasil
- Araçá-bravo (Psidium myrsinites)
- Araçá-cagão (Annona cacans), da Mata Atlântica e do Cerrado do Brasil
- Araçá-cascudo (Psidium laruotteanum)
- Araçá-da-serra (Calycoreotes acutatus), do Brasil
- Araçá-d'água (Terminalia kuhlmannii)
- Araçá-de-anta (Bellucia grossularioides), do Brasil
- Araçá-do-mato (Psidium canum)
- Araçá-pitanga ou sapiranga (Eugenia multicostata)
- Araçá-rasteiro (Psidium firmum)
- Araçá-roxo (Psidium rufum; Myrtaceae), do Brasil
- Araçazinho (Myrcia splendens,Myrcia tenuifolia ou qualquer espécie das Myrtaceae)
- Araticum (Annona coriacea)
- Arhat (Saraitia grosvenorii; Cucurbitaceae), também conhecida com fruta-dos-monges
- Aroeira-vermelha (Schinus terebinthifolius; Anacardiaceae), várias formações vegetais do Brasil
- Asam (Garcinia atroviridis; Clusiaceae)
- "Aspen-branca" (Acronychia oblongifolia; Rutaceae)
- Atemoia (Annona × atemoya; Annonaceae), um importante híbrido entre a chirimoia (clima subtropical) e a fruta-pinha (clima tropical)
- Babaco (Carica candamarcensis; ou Carica pentagona; Caricaceae)
- Babaçu (Orbignya speciosa; Palmae), Amazônia e Mata Atlântica na Bahia
- Babosa-branca (Cordia superba; Boraginaceae)
- Bacaba (Oenacarpus distichus), Amazônia
- Bacupari (Rheedia brasiliensis ou Rheedia gardneriana; Gutiferaceae ou Garcinia brasiliensis/Garcinia cochinchinensis Clusiaceae), do Brasil

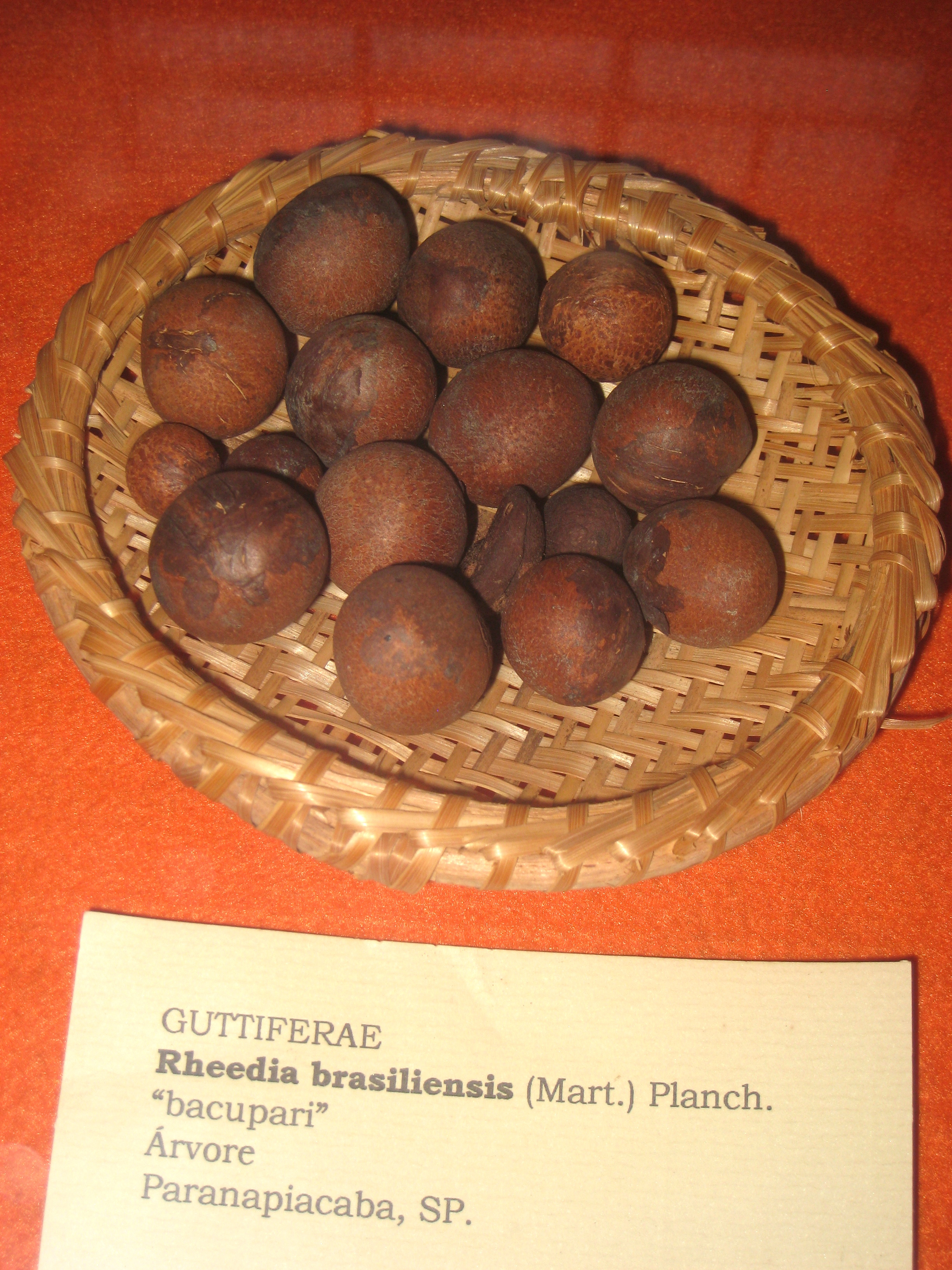
Bacupari

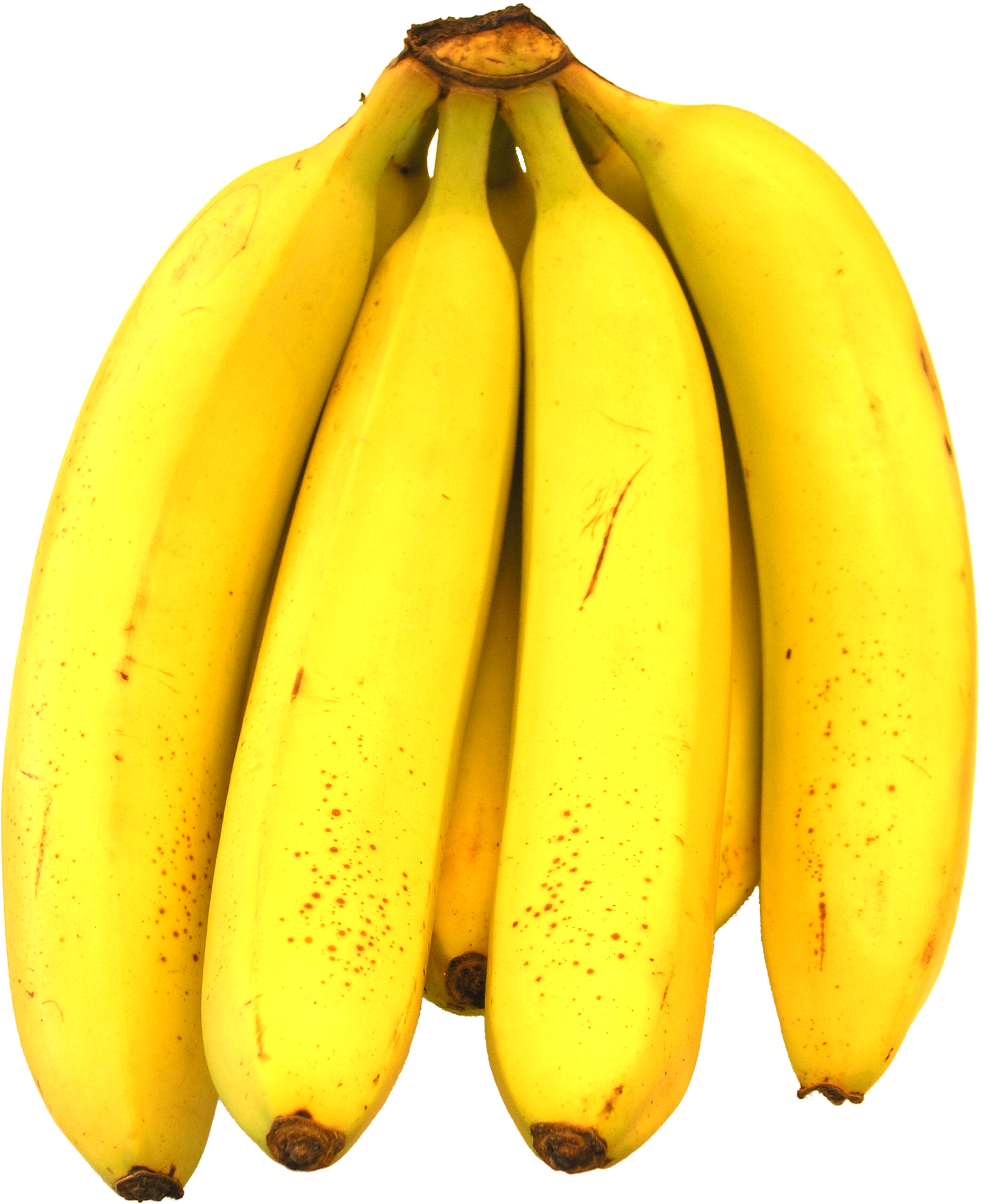
Bananas

- Bacupari-da-mata (Cheiloclinium cognatum; Celastraceae)
- Bacupari-do-cerrado (Salacia crassifolia; Celastraceae)
- Bacupari-miúdo (Posoqueria acutifolia), do Brasil
- Bacuri (Platonia insignis)
- Bael (Aegle marmelos; Rutaceae), de Bangladesh e Índia
- Bala-de-canhão ver Abricó-de-macaco
- Banana e a variante banana-da-terra (Musacea spp.; Musaceae), da Ásia
- Banana-de-rosa (Musa velutina; Musaceae)
- Banha-de-galinha (Swartzia langsdorffii; Fabaceae)
- Baga-de-macaco (Posoqueria latifolia; Rubiaceae)
- Bahera (Terminalia belerica; Combretaceae)
- Bapeba (Pouteria bullata e Pouteria pachycalyx), do Brasil
- Bapeba-da-restinga (Pouteria grandiflora)
- Barriguda (Ceiba glaziovii; Malvaceae)
- Baru (Dipteryx alata), das matas e cerrados do Brasil Central. Espécie ameaçada.
- Batuan (Garcinia morella; Clusiaceae)
- Berembang (Sonneratia caseolaris; Lythraceae)
- Berinjelinha (Cestrum schlechtendalii; Solanaceae)
- Bicuíba (Virola sebifera;  Myristicaceae)
- Bilimbi (Averrhoa bilimbi; Oxalidaceae)
- Biribá (Rolinia mucosa; Annonaceae)
- Blushwood (Hylandia dockrillii; Euphorbiaceae)
- Borojo (Borojoa patinoi; Rubiaceae)
- Branquilho-comum (Sebastiania commersoniana; Euphorbiaceae)
- Brejaúva (Astrocaryum aculeatissimum), Mata Atlântica
- Breu (Protium hephtaphyllum;  Burseraceae)
- Buah (Garcinia hombroniana; Clusiaceae), conhecido como mangostão-da-praia
- Bulandi-jaca (Richeria grandis Vahl;  Phyllanthaceae)
- Buranhém (Prapdosia lactescens; Sapotaceae)
- Buriti (Mauritia flexuosa; Palmae), brejos de várias formações vegetais
- Burmese uva (Baccaurea ramiflora ou Baccaurea sapida; Euphorbiaceae)
- Cabaça-hera (Coccinia grandis; Cucurbitaceae), também chamado de cabaça-escarlate e kowai
- Cabacuí (Melancium campestre; Cucurbitaceae), conhecido como melancia-do-cerrado
- Cabeluda (Eugenia tomentosa; Myrtaceae)
- Cabeludinha (Plinia glomerata; Myrtaceae)
- Cacau (Theobroma cacao; Malvaceae), da Amazônia
- Café-da-manhã-dos-babuínos (Hexalobus monopatalus; Annonaceae) ou shakara plum
- Caferana (Bunchosia armeniaca; Malpighiaceae)
- Café-selvagem (Diospyros whyteana; Ebenaceae)
- Cagaiteira (Eugenia dysenterica; Myrtaceae), cerrados brasileiros
- Caimito (Chrysophyllum caimito; Sapotaceae)
- Cainca (Chiococca alba; Rubiaceae)
- Cajá (Spondias mombín; Anacardiaceae), do Brasil
- Cajá-grande (Spondias venulosa; Anacardiaceae), do Brasil
- Cajá-manga (Spondias dulcis; Anacardiaceae)
- Cajá-redondo (Spondias macrocarpa; Anacardiaceae), do Brasil
- Caju (Anacardium occidentale; Anacardiaceae), da região costeira do N e NE do Brasil
- Cajuí (Anacardium giganteum; Anacardiaceae), do Brasil
- Camarinha (Gaylussacia brasiliensis; Ericaceae)
- Cambará-preto (Dendropanax cuneatus (DC.) Dechne. & Planch; Araliaceae)
- Camboatã (Guarea macrocarpa; Meliaceae)
- Camboatá-branco (Matayba guianensis; Sapindaceae)
- Camboatá-vermelho (Cupania vernalis; Sapindaceae)
- Cambucá (Plinia edulis)
- Cambucá-pitanga (Eugenia brevistyla; Myrtaceae)
- Cambuí-mu (Myrcia pubilfora; Sapindaceae)
- Camu-camu (Myrciaria dubia; Myrtaceae), da Amazônia
- Cana-do-brejo (Costus spiralis (Jacq.) Roscoe; Costaceae)
- Canela-de-velho (Allophylus sericeus (Cambess.) Radlk; Sapindaceae)
- Canela-frade (Endlicheria paniculata; Lauraceae)
- Canela-preta (Ocotea spixiania; Lauraceae)
- Canhão-de-mangue (Xylocarpus granatum; Meliaceae)
- Canistel (Pouteria campechiana; Sapotaceae)
- Caparrosa-branca (Neea theiferia; Nyctaginaceae)
- Capim-flechinha (Echinolaena inflexa; Poaceae)
- Capororoca (Myrsine coriacea (Sw.)  ou Myrsine gardneriana; Primulaceae)
- Capuli (Pseudolmedia laevigata Trécul; Moraceae)
- Caqui-do-cerrado (Diospyros hispida), do Brasil
- Caqui-do-mato (Diospyros brasiliensis), do Brasil
- Carambola (Averrhoa carambola; Oxalidaceae), também chamada star fruit, da Ásia
- Caramuri (Ecclinusa guianensis; Sapotaceae)
- Carité (Vitellaria paradoxa)
- Carnaúba (Copernicia prunifera), NE do Brasil e Pantanal
- Cascudinho (Maprounea guianensis Aubl.; Euphorbiaceae)
- Castanha-da-áfrica ver Akee
- Castanha-da-índia (Aesculus hippocastanum; Hippocastanaceae)
- Castanha-do-pará ou castanha-do-brasil (Bertholletita excelsa; Lecythidaceae), da Amazônia
- Castanha-portuguesa (Castanea sativa; Fagaceae)
- Catiguá (Trichilia pallida Sw.; Meliaceae)
- Catolé (Syagrus cearensis)
- Cawesh (Annona esclerodermia; Annonaceae)
- Cerillo (Lacmellea panamensis; Apocynaceae)
- Chá-de-soldado (Hedyosmum brasiliense; Chloranthaceae)
- Chamburo (Vasconcellea pubescens; Caricaceae)
- Chapéu-de-couro (Palicourea rigida; Rubiaceae)
- Charichuelo (Garcinia madruno; Clusiaceae)
- Chempedaque (Artocarpus champeden; Moraceae)
- Cherapu (Garcinia prainiana; Clusiaceae), conhecido como mangostão de botão
- Chicle (Lacmellea lactecens; Apocynaceae)
- Chuchu-do-mato ou abaty (Araujia sericifera; Apocynaceae)
- Chupa (Gustavia speciosa; Lecythidaceae) ,
- Cipó-de-fogo (Cissus erosa; Vitaceae)
- Cipó-de-macaco (Mendoncia mollis; Acanthaceae)
- Cipó-chumbo (Cassytha filiformis L.; Lauraceae)
- Cipó-vermelho (Doliocarpus dentatus; Dilleniaceae)
- Coco (Cocos nucifera; Palmae)
- Coco-de-bode (Hirtella glandulosa; Chrysobalanaceae)
- Comélia (Chomelia ribesioides; Rubiaceae)
- Congonha (Symplocos nitens; Symplocaceae)
- Copaíba (Copaifera langsdorffii; Fabaceae – Caes)
- Coquito (Coccocypselum lanceolatum; Rubiaceae), conhecido como corocochó
- Cuieira (Crescentia cujete L.), da Amazônia
- Cuiarana (Buchenavia tomentosa), do Brasil
- Cumaru (Dipteryx odorata), do Brasil
- Cupã (Pouteria butyrocarpa; Sapotaceae)
- Cupuaçu (Theobroma grandiflorum; Sterculiaceae)
- Curriola (Pouteria ramiflora), do cerrado brasileiro
- Curriola-peluda (Pouteria hisida; Sapotaceae)
- Cutite (Pouteria multiflora; Sapotaceae)
- Damasco (Prunus armeniaca)
- Damasco-de-arbusto (Polyaulax cylindrocarpa; Annonaceae)
- Dendê (Elaeis guineensis; Palmae) da África
- Ditakh (Detarium senegalense; Fabaceae)
- Durião (Durio spp.; Bombacaceae)
- Embaúba (Cecropia glaziovii) ', do Brasil
- Embira (Cardiopetalum calophyllum; Annonaceae)
- Engkala (Litsea garciae; Lauraceae)
- Erva-de-jabuti (Leandra lacunosa ou Leandra salicina; Melastomataceae)
- Erva-de-passarinho (Passovia ovata,Psittacanthus acinarius ou qualquer outra espécie das Loranthaceae)
- Erva-de-rato (Psychotria deflexa ou Psychotria hoffmannseggiana; ou qualquer outra espécie das Rubiaceae)
- Esmaltinho (Vismia gracilis; Hypericaceae)
- Farinha-seca (Ouratea castaneifolia; Ochnaceae)
- Faveira-do-campo (Dimorphandra mollis; Fabaceae – Caes)
- Feijoa ou Goiabeira-serrana (Acca sellowiana; Myrtaceae), do sul do Brasil
- Figueira-apuí (Ficus trigona; Moraceae)
- Figueira-vermífuga (Ficus adhatodifolia; Moraceae)
- Framboesa-do-campo (Rubus brasiliensis; Rosaceae)
- Fruta-cofre (Dillenia indica; Dilleniaceae), conhecida como maçã-de-elefante
- Fruta-de-ema (Parinari obtusifolia; Chrysobalanaceae)
- Fruta-de-ouriço (Ficus nevesiae; Moraceae)

- Fruta-da-condessa ver Anona-lisa

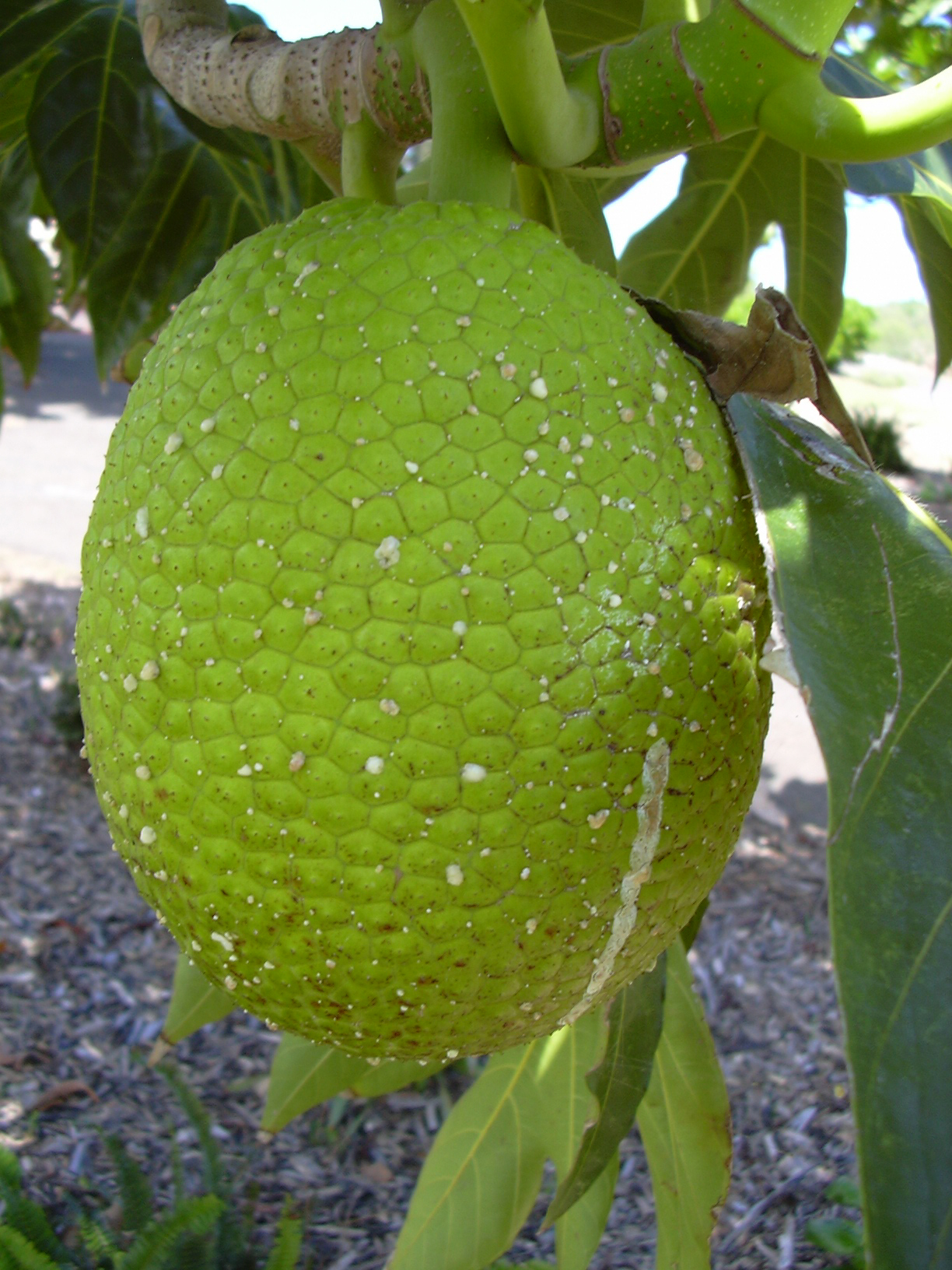
Fruta-pão

Goiabas

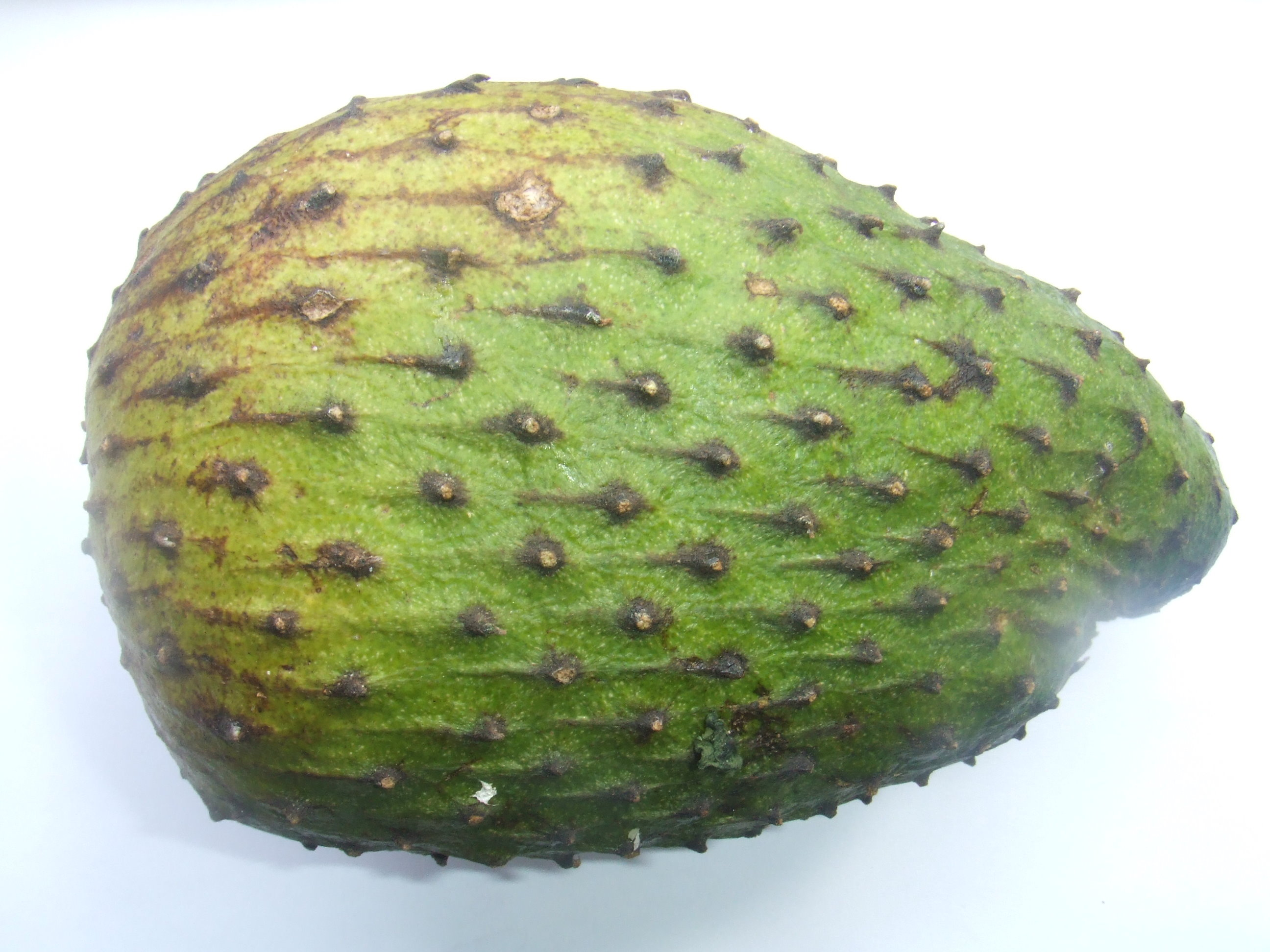
Graviola

Groselha preta

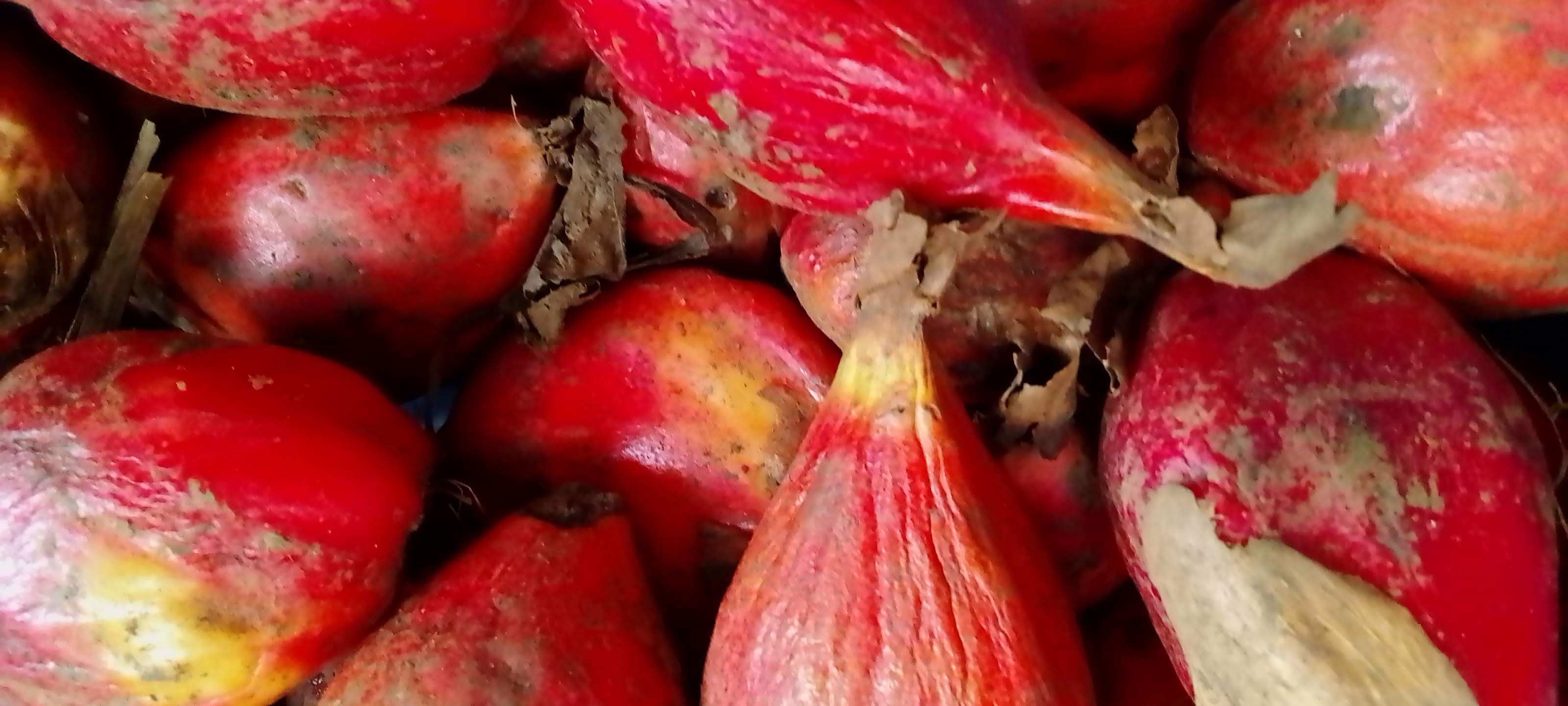
Ginguenga

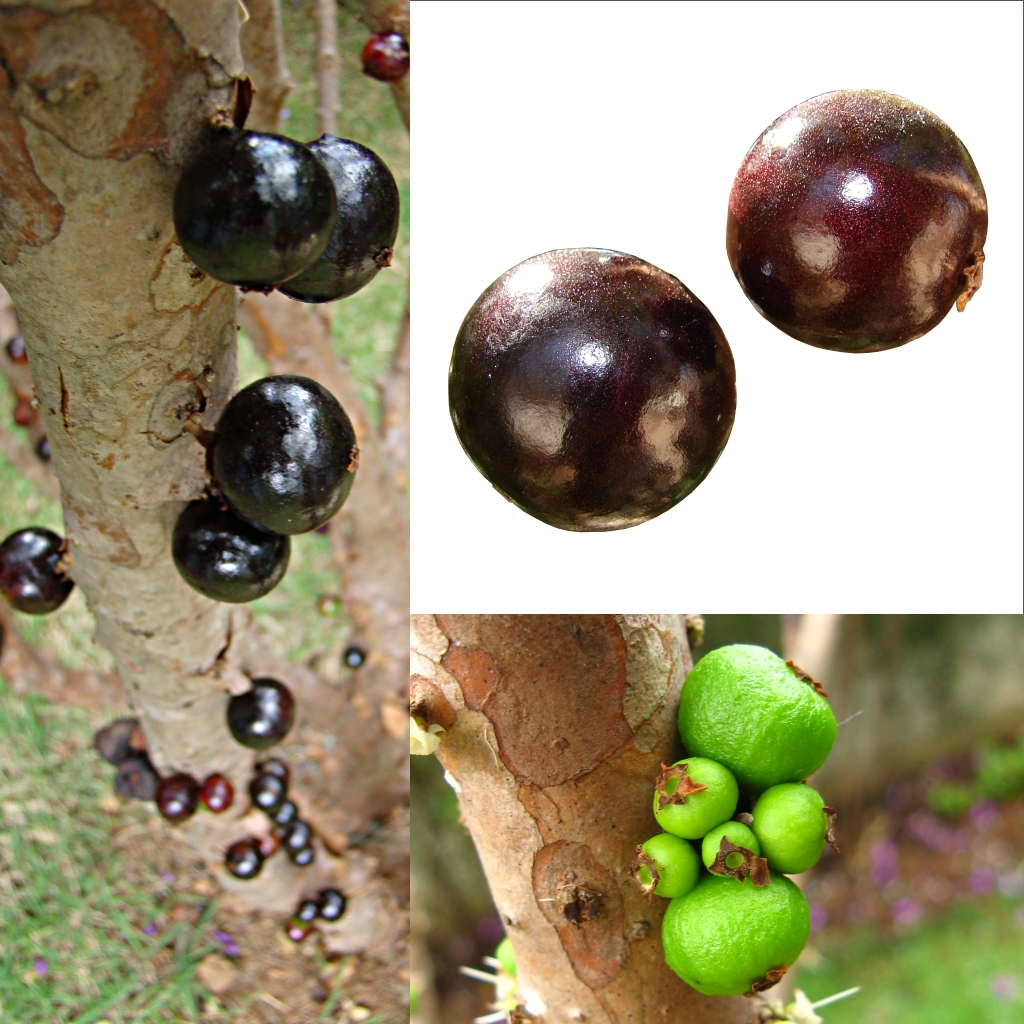
Jabuticabas

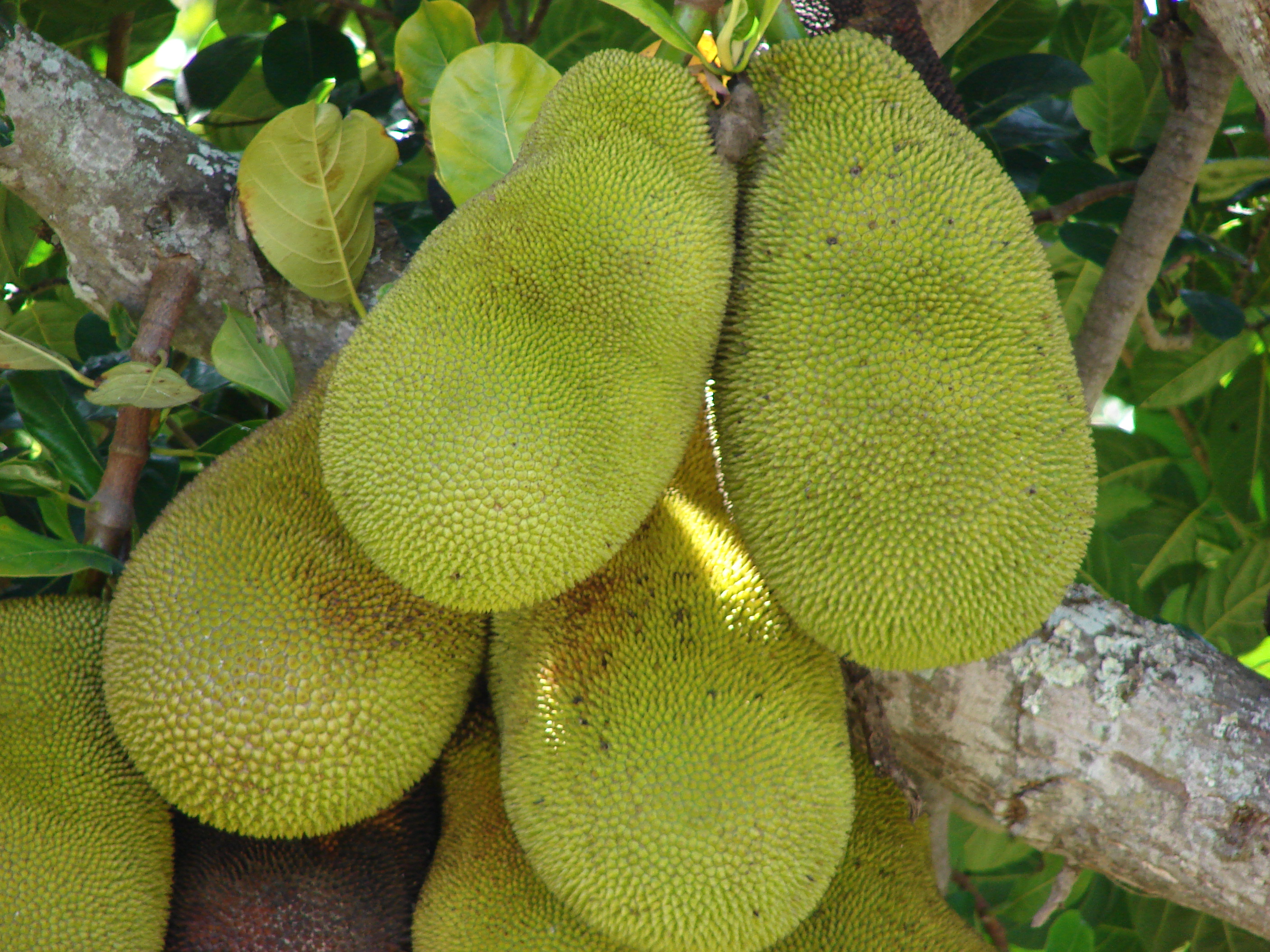
Jacas

- Fruta-de-tatu (Chrysophyllum soboliferum; Sapotaceae), do cerrado brasileiro
- Fruto-da-árvore-halla (Pandanus tectorius; Pandanaceae)
- Palmeira de Leque ou Falsa Latânia (Livistona chinensis; Arecaceae)
- Fruto-de-keppel (Stelechocarpus burakol; Annonaceae)
- Fruta-de-sabão (Sapindus saponaria;  Sapindaceae)
- Fruta-do-conde (Annona squamosa; Annonaceae)
- Fruta-do-parafuso-de-pinheiros (Pandanus fascicularis; Pandanaceae)
- Fruta-manteiga-de-amendoim (Bunchosia argentea;  Malpighiaceae)
- Fruta-pão (Artocarpus altilis; Moraceae)
- Fukugi (Garcinia spicata; Clusiaceae)
- Gac (Momordica cochinchinensis; Cucurbitaceae), do Sudeste Asiático
- Garcinia-cambogia (Garcinia gummi-gutta; Clusiaceae)
- Ginguenga(Aframomum alboviolaceum) de África
- Gogó-de-guariba (Salacia sp.; Hippocrateaceae Juss)
- Goiaba (Psidium guajava; Myrtaceae), do Brasil e América tropical
- Goraka (Garcinia quaesita; Clusiaceae)
- Granadilha (Passiflora ligularis; Passifloraceae)
- Gravatá ou Caraguatá (Bromelia antiacantha,bromelia pinguin ou qualquer espécie das Bromeliaceae ), da América do Sul
- Graviola (Annona muricata; Annonaceae), também chamada guanabana da América Central
- Groselha preta (Ribes nigrum)
- Groselha vermelha (Ribes rubrum)
- Grumixama (Eugenia brasiliensis; Myrtaceae), da Mata Atlântica pluvial do Brasil
- Guabiju (Myrcianthes pungens; Myrtaceae), da Mata Atlântica brasileira, nas florestas de altitude do S e SE
- Guabiroba (Campomanesia eugenioides), do Brasil
- Guabiroba-branca (Campomanesia neriiflora), do Brasil
- Guabiroba-da-mata (Campomanesia xanthocarpa), do Brasil
- Guaçatonga (Casearia grandiflora; Salicaceae)
- Guaçatunga (Casearia decandra), do Brasil
- Guaçatunga-grande (Casearia rupestris), do Brasil
- Guaiabilha (Eugenia victoriana cuatrec; Myrtaceae)
- Guajaiviraí ou quixabeira (Sideroxylon obtusifolium; Sapotaceae)
- Guajiçara (Celtis ehrenbergiana; Cannabaceae)
- Guajilote (Parmentiera edulis; Bignoniaceae)
- Guajuru (Icacco chrysobalanus; Chrysobalanaceae)
- Guapeva (Pouteria gardineriana; Sapotaceae)
- Guapuriti (Plinia rivularis; Myrtaceae)
- Guaquapari (Ecclinusa ramiflora; Sapotaceae)
- Guaraná (Paullinia cupana; Sapindaceae) da Amazônia
- Guariroba (Syagrus oleracea; Palmae), SE e NE do Brasil
- Guaticuruzú (Randia ferox; Rubiaceae), chamado de blackberry jam fruit fora do Brasil
- Guavaberry (Myrciaria floribunda; Myrtaceae), do Caribe
- Guaxingaba (Exostyles godoyensis; Fabaceae)
- Hawthorn (Crataegus pinnatifida ou Crataegus douglasii; Rosaceae)
- Ibacuru (Garcinia macrophylla; Clusiaceae)
- Ibapobó (Melicoccus lepidopetalus), do Brasil
- Imbé (Garcinia livingstonei; Clusiaceae)
- Incó (Capparis yco; Capparaceae)
- Ingá (Inga cylindrica), do Brasil
- Ingá-branco (Inga laurina), do Brasil
- Ingá-cipó (Inga edulis), da Amazônia
- Ingá-dedo (Inga sessilis), do Brasil
- Ingá-ferradura (Inga cylindrica), do Brasil
- Jaborandi-do-mato ou mático (Piper aduncum; Piperaceae)
- Japecanga-da-campo (Smilax goyazana; Smilacaceae)
- Japecanga-graúda (Smilax fluminensis; Smilacaceae)
- Jaboticabarana (Plinia rivularis; Myrtaceae), do Brasil
- Jabuticaba (Myrciaria cauliflora; Myrtaceae), da Mata Atlântica brasileira
- Jabuticaba-branca (Plinia aureana; Myrtaceae)
- Jaca (Artocarpus heterophyllus; Moraceae), também chamada nangka, da Ásia
- Jacarandá-mimoso (Jacaranda mimosaefolia; Bignoniaceae)
- Jacarandá-paulista (Machaerium villosum; Fabaceae)
- Jaci (Attalea butyracea), da Amazônia
- Jambo (Eugenia malaccensis; Myrtaceae), da Índia
- Jambolão (Eugenia jambolana; Myrtaceae), da Índia
- Jaracatiá (Jacaratia spinosa), do Brasil
- Jarana-mirim (Lecythis chartacea), do Brasil
- Jatobá (Hymenaea courbaril ou Hymenaea martiana; Fabaceae – Caes.), do Brasil
- Jatobá-do-cerrado (Hymenaea stigonocarpa; Fabaceae-Caes)
- Jenipapo (Genipa americana; Rubiaceae), do Brasil
- Jenipapo-de-cavalo (Tocoyena formosa; Rubiaceae)
- Juá (Zyziphus juazeiro; Rhamnaceae)
- Juçara ou açaí-do-cerrado (Euterpe edulis; Palmae), do Brasil
- Jutaí (Dialium guianense), do Brasil
- Kandis (Garcinia nitida; Clusiaceae)
- Keledang (Artocarpus lanceifolius; Moraceae)
- Ketembilla (Dovyalis hebecarpa; Salicaceae)
- Kiwano (Cucumis metuliferus; Cucurbitaceae)
- Kokum (Garcinia indica; Clusiaceae), conhecido como mangostão selvagem
- Kundong (Garcinia pavifolia; Clusiaceae)
- Langsat (Lansium domesticum; Meliaceae), também chamada longkong ou duku
- Lantana (Lantana hypoleuca; Verbenaceae)
- Laranjinha-do-cerrado (Styrax ferrugineus; Styracaceae)
- Laranjinha-do-mato (Styrax camporum; Styracaceae)
- Lillypilly (Syzygium luehmannii; Myrtaceae)
- Limão-bravo (Siparuna guianensis; Siparunaceae)
- Limoeiro-bravo (Siparuna brasiliensis; Siparunaceae)
- Lixeirinha (Davilla elliptica; Dilleniaceae)
- Licuri (Syagrus coronata; Palmae), da Mata Atlântica brasileira
- Lobeira (Solanum lycocarpum; Solanaceae), do cerrado do Brasil
- Loengo (Anisophyllea bohemii; Anisophylleaceae)
- Lombula (Uapaca kirkiana; Phyllanthaceae)
- Louro-branco (Porcelia macrocarpa), do Brasil
- Louro-cravo (Pimenta pseudocaryophyllus; Myrtaceae)
- Louvi (Flacortia inermis; Salicaceae)
- Lúcuma ("Pouteria obovata"; Sapotaceae)
- Lulo (Solanum quitoense; Solanaceae)

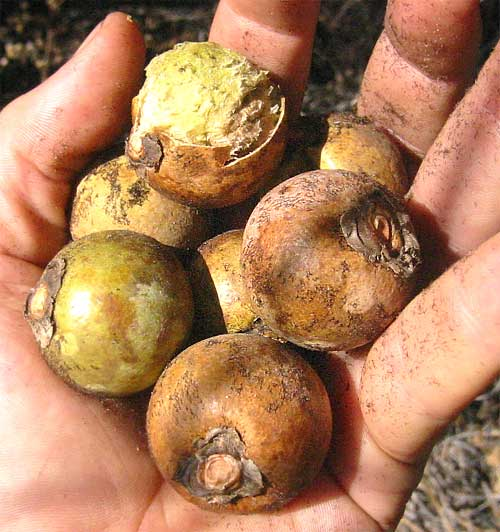
Macaúbas

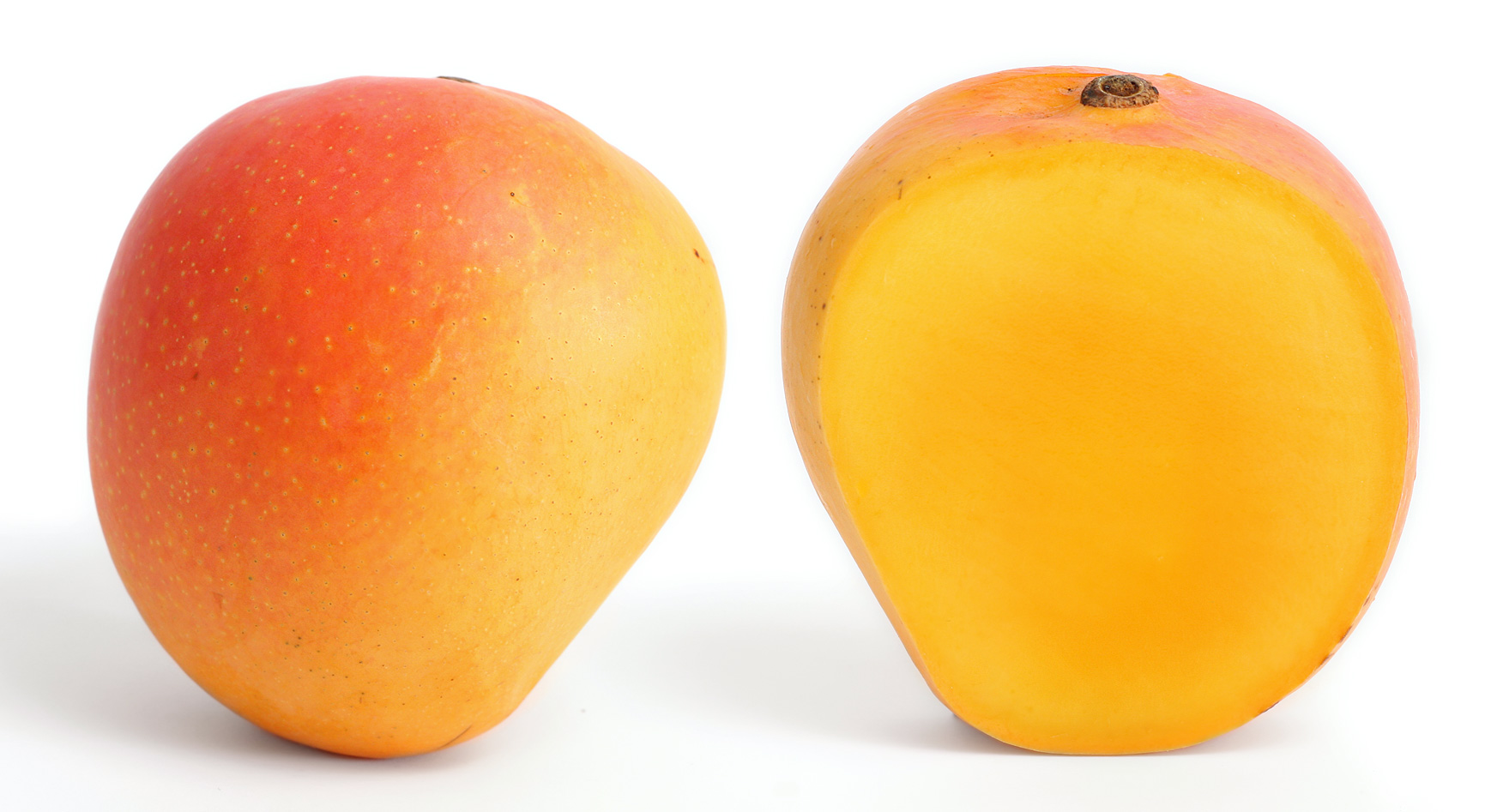
Mangas

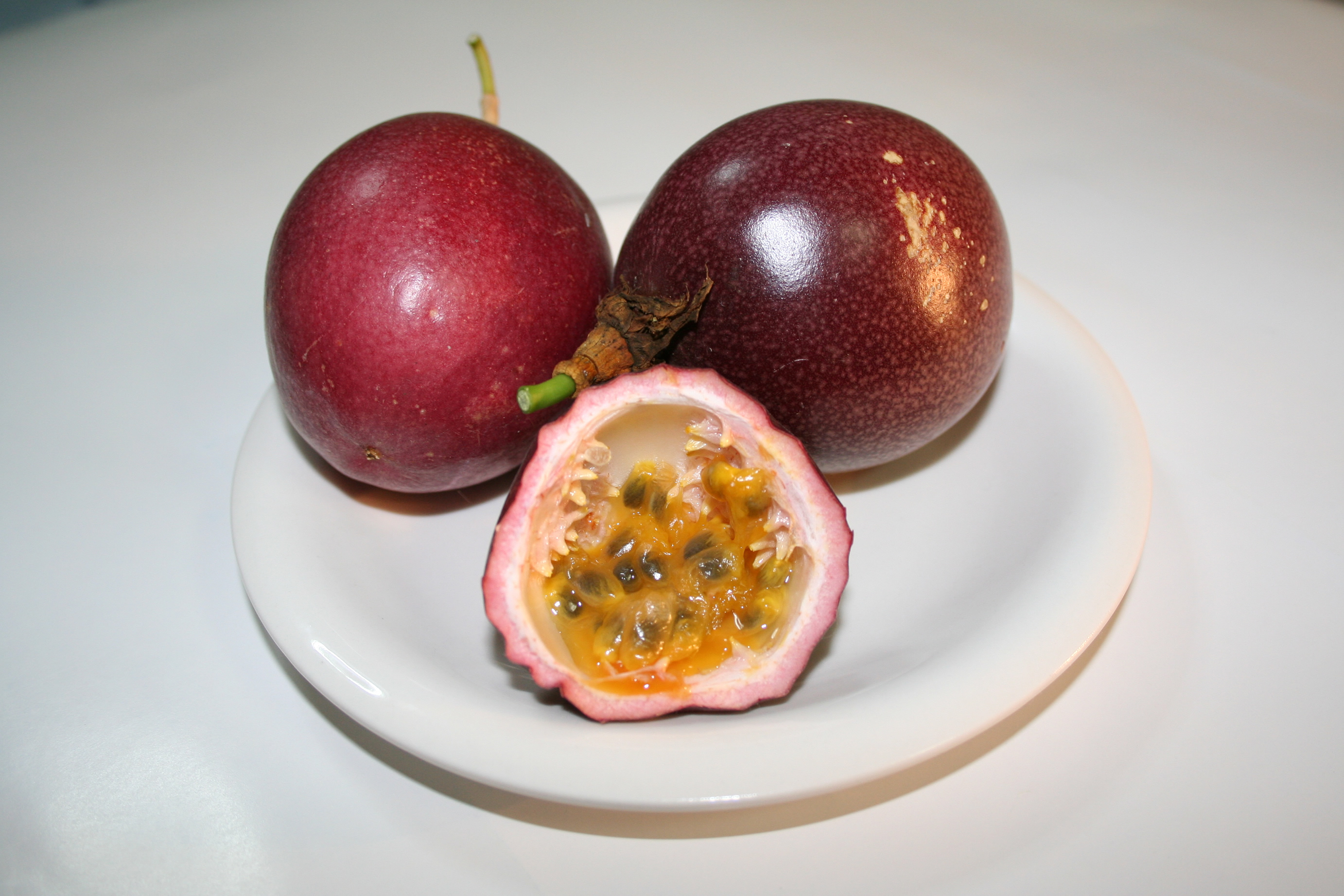
Maracujás vermelhas

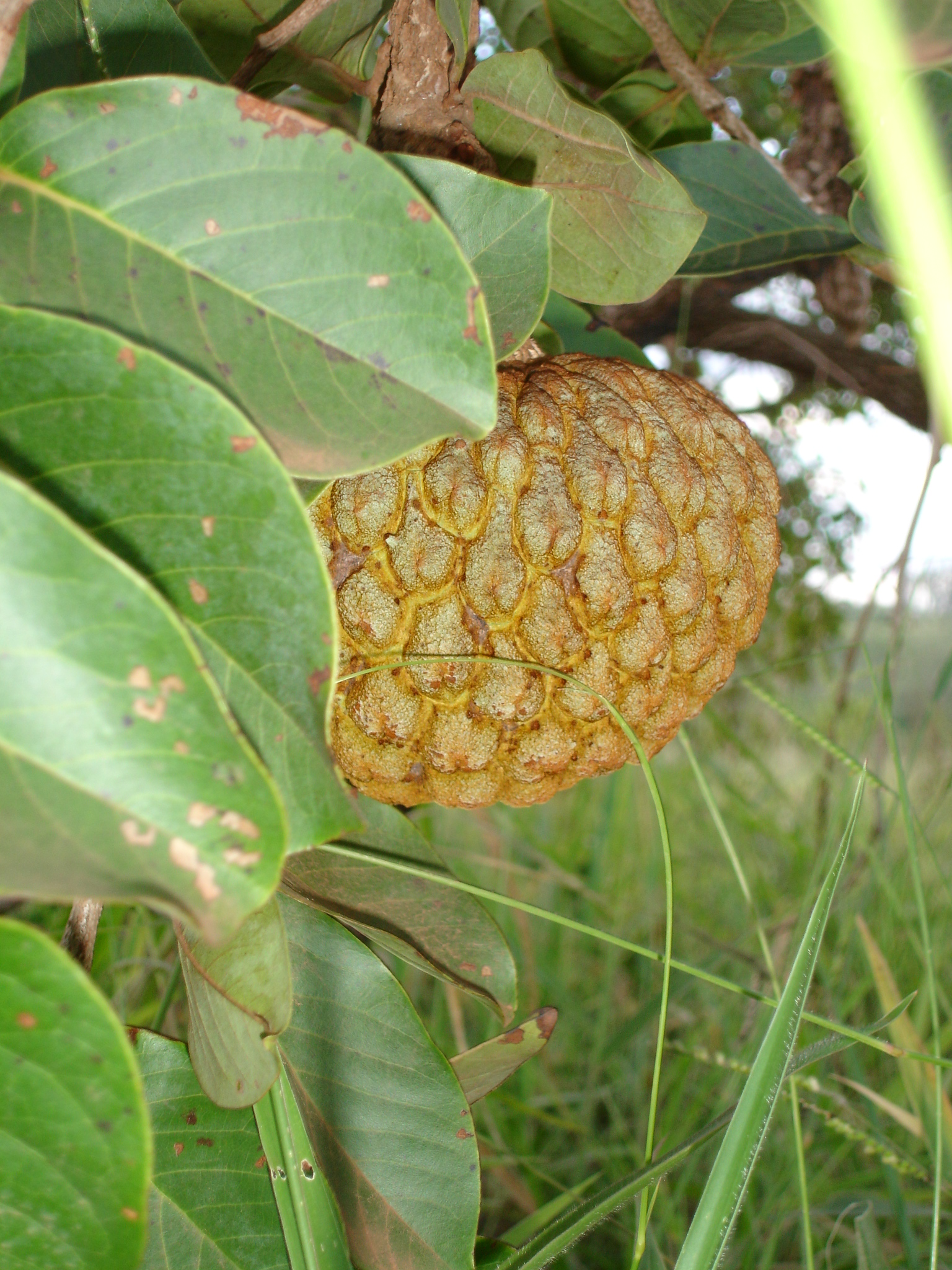
Marolo

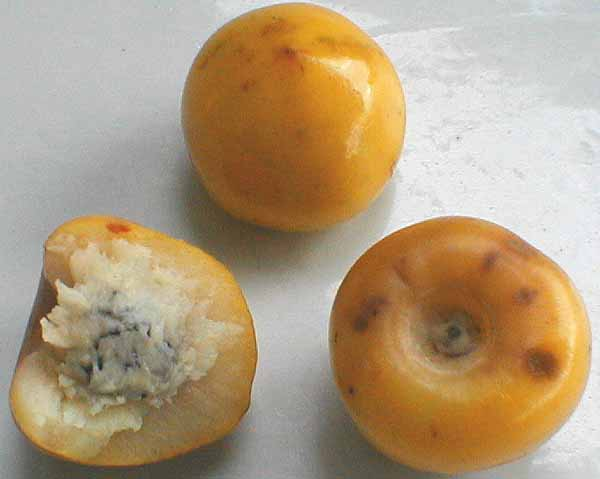
Murici

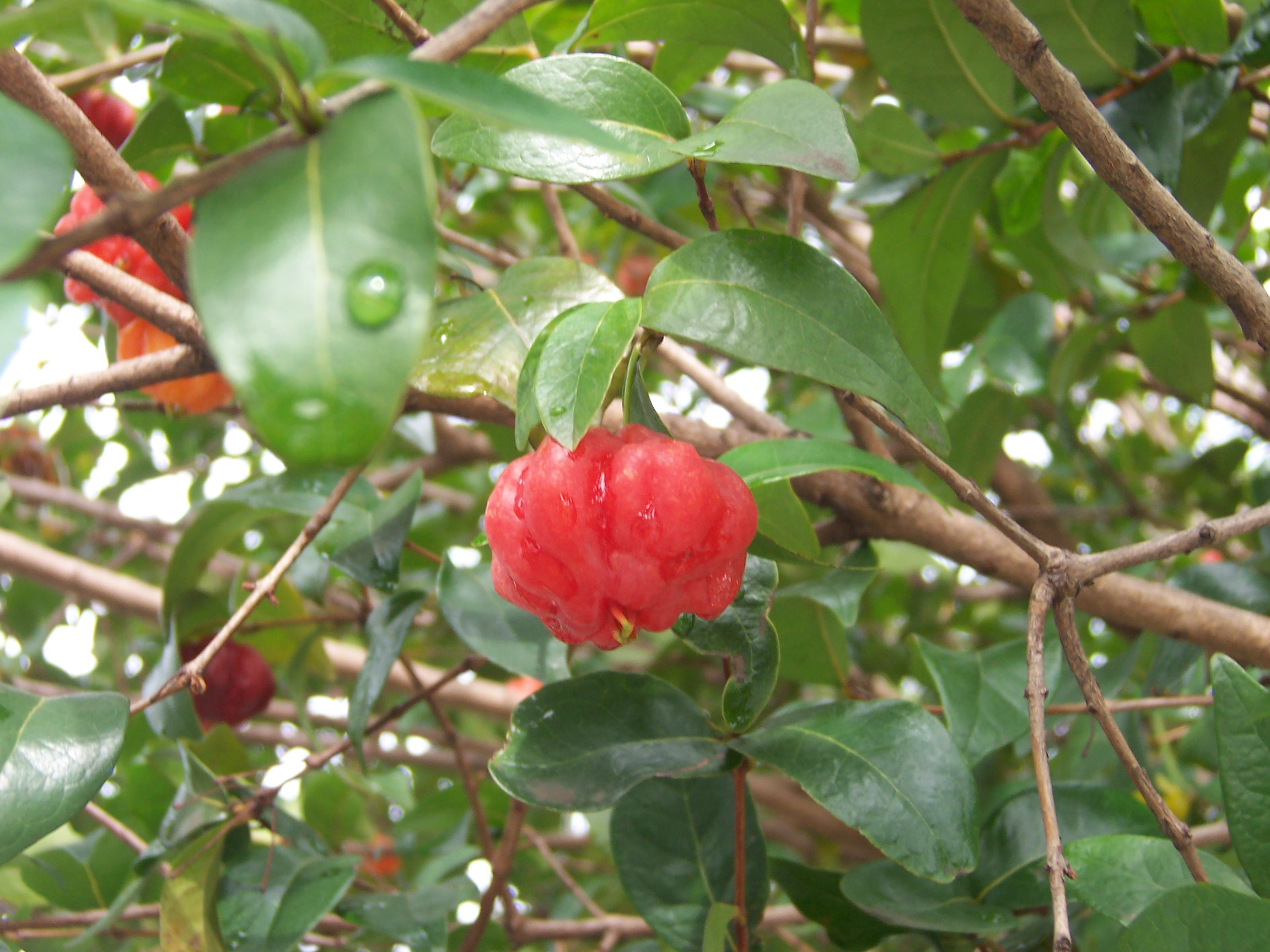
Pitanga

- Mabolo, (Diospyros discolor; Ebenaceae) também conhecido como um velvet persimmon
- Maboque (Strychnos spinosa; Loganiaceae), conhecido como massala ou maciela
- Maçã-de-água (Eugenia/Syzygium aquem; Myrtaceae)
- Maçã-de-madeira (Limonia acidissima; Rutaceae)
- Maçã-mammee (Mammea americana; Calophyllaceae)
- Maçaranduba (Manikara huberi), do Brasil
- Maçaranduba-mirim (Manikara salzmannii), do Brasil
- Macaúba (Acrocomia aculeata; Palmae), das matas do N ao SE brasileiros
- Madressilva-azul (Lonicera caerulea; Caprifoliaceae)
- Madroño (Rheedia madruno; Clusiaceae)
- Malva-veludo (Pavonia malacophylla; Malvaceae)
- Mamão (Carica papaya; Caricaceae), da América Central
- Mamão-do-mato (Carica quercifolia; Caricaceae), das Américas
- Mama-cadela (Brosimum gaudichaudii), do cerrado brasileiro
- Mamey (Pouteria sapota; Sapotaceae)
- Mamica-de-cadela (Zanthoxylum subsseratum ou Zanthoxylum rhoifolium; Rutaceae), não deve ser confundido com outra fruta de mesmo nome
- Maná-cubiu ou tomate-de-índio (Solanum sessiliflorum; Solanaceae)
- Mandiocão (Schefflera macrocarpa; Araliaceae)
- Mamoncillo (Melicoccus bijugatus; Sapindaceae), também conhecido como quenepa ou genip
- Manga (Mangifera indica; Anacardiaceae) da Ásia
- Manga-africana (Irvingia gabonensis; Irvingiaceae)
- Mangaba (Hancornia speciosa; Apocinaceae)
- Mangabinha (Cybianthus detergens; Primulaceae)
- Mangabinha-pêndula (Cybianthus goyazensis; Primulaceae)
- Manga-de-kalimantan (Mangifera casturi; Anacardiaceae)
- Mangostão-de-Warren (Garcinia warenii; Clusiaceae)
- Mangostão-gota-de-limão (Garcinia intermedia; Clusiaceae)
- Mangostim ou Mangostão (Garcinia mangostana; Clusiaceae) da Ásia
- Maniçoba (Manihot carthaginensis; Euphorbiaceae)
- Manzana (Malus sylvestris; Rosaceae)
- Mapati (Pourouma cecropifolia), do Brasil
- Maracujá (Passiflora sp.; Passifloraceae)
- Maracujá-doce (Passiflora alata; Passifloraceae)
- Maracujá-mirim (Passiflora pohlii; Passifloraceae)
- Maracujá-silvestre (Passiflora setaceae; Passifloraceae), um cruzamento entre as espécies
- Maracujá-suspiro (Passiflora nitida; Passifloraceae)
- Marajá (Pyrenoglyphis maruja), da Amazônia
- Marang (Artocarpus odoratissima; Moraceae), do tipo da fruta-pão
- Maria-mole (Guapira graciliflora; Nyctaginaceae)
- Maria-preta (Diospyros obovata, Declieuxia fruticosa ou Blepharocalyx salicifolius), do Brasil
- Mariuri ou umarizeiro (Geoffrea striata; Fabaceae)
- Marmelada (Cordiera sessilis; Rubiaceae)
- Marmelada-brava (Amaioua guianensis; Rubiaceae)
- Marmelada-de-cachorro (Alibertia edulis; Rubiaceae)
- Marmelinho (Diospyros inconstans), do Brasil
- Marmelinho-do-campo (Alibertia sessilis), do Brasil
- Marmelo-da-praia (Tocoyena bullata; Rubiaceae)
- Marolo (Annona crassiflora), do Brasil
- Marula (Sclerocarya birrea; Anacardiaceae)
- Massaranduba ou balata (Manilkara bidentata; Sapotaceae)
- Mata-barata (Andira humilis; Fabaceae - Pap)
- Mata-cachorro (Simarouba versicolor; Simaroubaceae)
- Mate-falso (Ilex affinis; Aquifoliaceae)
- Melão-de-bali (Trichosanthes spp; Cucurbitaceae)
- Melão-de-são-caetano (Momordica charantia; Cucurbitaceae)
- Melão-do-panamá (Cionosicyos macranthus; Cucurbitaceae)
- Melãozinho-do-campo (Melothria campestris; Cucurbitaceae)
- Mentolzinho (Chomelia pohliana; Rubiaceae)
- Milho-de-grilo (Aegiphila verticillata; Lamiaceae)
- Mirangolo (Carissa edulis; Apocynaceae)
- Moela-de-mutum (Lacunaria jenmanii; Quiinaceae)
- Monguba ou castanha do Maranhão (Pachira aquatica; Malvaceae ou Bombacaceae)
- Múcua (Adansonia digitata, Adansonia grandidieri ou qualquer espécie das Bombacaceae)
- Mundu (Garcinia dulcis; Clusiaceae)
- Murici (Byrsonima clausseniana; Malpighiaceae), do Brasil
- Murici-da-mata (Byrsonima stipulacea), do Brasil
- Murici-do-campo (Byrsonima basiloba), do Brasil
- Murici-do-cerrado (Byrsonima coccolobifolia), do Brasil
- Murici-guaçú (Byrsonima lancifolia), do Brasil
- Murici-miúdo (Byrsonima spicata), do Brasil
- Murici-pequeno (Byrsonima verbacifolia), do Brasil
- Murici-rosa (Byrsonima coccolobifolia), do Brasil
- Muricizão (Byrsonima verbascifolia), do Brasil
- Murmuru (Astrocaryum ulei), da Amazônia
- Murumuru (Astrocaryum murumuru), da Amazônia, principalmente Pará e Ilha de Marajó
- Murta ou guamirim (Siphoneugena densiflora; Myrtaceae)
- Mutamba (Guazuma ulmifolia; Malvaceae)
- Muxiba (Erythroxylum daphnites; Erythroxylaceae)
- Muxiba-do-cerrado (Erythroxylum suberosum; Erythroxylaceae)
- Muxiba-comprida (Erythroxylum tortuosum; Erythroxylaceae)
- Muxibinha (Erythroxylum campestre; Erythroxylaceae)
- Nêspera-chinesa (Fissistigma oldhamii; Annonaceae)
- Nogueira-de-iguapé (Aleurites moluccana; Euphorbiaceae), chamada também de kukui ou lumbang
- Nyireh-bunga (Xylocarpus granatum; Meliaceae)
- Oiti (Licania tomentosa; Chrysobalanaceae)
- Olho-de-boi (Zizyphus oblongis), do Brasil
- Olosapo (Couepia polyandra; Chrysobalanaceae)
- Orelha-de-macaco (Enterolobium gummiferum; Fabaceae – Mim)
- Orelha-de-onça (Cissampelos ovalifolia; Menispermaceae)
- Orobô (Garcinia kola; Clusiaceae)
- Os-dedos-do-morto (Decaisnea fargesii ou Decaisnea fargesii; Lardizabalaceae)
- Pajurá (Couepia bracteosa; Chrysobalanaceae)
- Palillo (Campomanesia lineatifolia; Myrtaceae)
- Pau-de-jacu (Pourouma guianensis), do Brasil
- Pau-pombo (Tapirira obtusa; Anacardiaceae)
- Pepino-de-comensal (Cucumis dipsaceus; Cucurbitaceae)
- Pepino-do-mato (Ambdania acida), do Brasil
- Pequena-maçã-chapéu (Coddia rudis; Rubiaceae)
- Pequiarana (Caryocar microcarpum; Caryocaceae), do Brasil
- Pequi (Caryocar brasiliense; Caryocaceae), do cerrado brasileiro
- Pera-do-cerrado (Eugenia klotzschiana; Myrtaceae)
- Pera-do-campo (Eugenia arenosa; Myrtaceae)
- Perta-güela (Gomidesia affinis), do Brasil
- Pifá ver pupunha
- Pilosinha (Ossaea congestiflora; Melastomataceae)
- Pimenta-de-macaco (Xylopia aromatica ou Xylopia sericea; Annonaceae), do cerrado brasileiro
- Pindaíba (Dugetia lanceolata), do Centro-Oeste, SE e S do Brasil
- Pindaiborana (Cabralea canjerana; Meliaceae)
- Pindaiva-rubi (Duguetia riedeliana; Annonaceae)
- Pindauva-do-campo (Duguetia furfuraceae; Annonaceae)
- Pinha-banana (Annona conica; Annonaceae)
- Pinha-da-mata ou araticum-alvadio (Rollinia sericea; Annonaceae), do Brasil
- Pinha-do-brejo (Magnolia ovata; Magnoliaceae)
- Pinhão-de-madagascar (Pandanus utilis; Pandanaceae)
- Pitanga (Eugenia uniflora; Myrtaceae) da Mata Atlântica brasileira
- Pitanga-do-campo (Eugenia punicifolia; Myrtaceae)
- Pitanga-do-cerrado (Eugenia calycina; Myrtaceae)
- Pitanga-preta (Eugenia florida; Myrtaceae)
- Pitangatuba (Eugenia neonitida; Myrtaceae)
- Pitomba (Talisia esculenta; Sapindaceae), do cerrado brasileiro
- Pitósporo-ondulado (Pittosporum undulatum; Pittosporaceae), também conhecido como incenso ou faia-do-norte
- Pixirica (Miconia nervosa,Miconia cuspidata e outras espécies do gênero Melastomataceae)
- Pixiriquinha (Clidemia capitellata; Melastomataceae)
- Physalis ou Camapu ou Capote ou Saco de bode (Physalis peruviana; Solanaceae)
- Pombeiro (Tapirira guianensis; Anacardiaceae)
- Pupunha (Bactris gasipaes; Palmae), da Amazônia
- Quina (Strychnos pseudo-quina), do Brasil
- Rambai (Baccaurea motleyana; Phyllanthaceae)
- Rambutão ou Rambutan (Nephelium lappaceum; Sapindaceae) do Sudeste Asiático
- Rufão (Peritassa campestris; Celastraceae)
- Safou (Dacryodes edulis; Burseraceae)
- Salak (Salacca zalacca; Arecaceae)
- Sangue-de-Cristo (Sabicea brasiliensis; Rubiaceae)
- Santol (Sandoricum koetjape; Meliaceae)
- Sapota (Pouteria sapota; Sapotaceae)
- Sapota-preta (Dyospiros nigra ou Dyospiros digyna; Ebenaceae)
- Sapote-branco (Casimiroa edulis; Rutaceae)
- Sapoti (Achras/Manilkara zapota; Sapotaceae)
- Sapotinha (Pouteria gardneri; Sapotaceae)
- Sapucaia (Lecythis pisonis), da Mata Atlântica brasileira
- Saputá ou gulosa-da-mata-atlântica (Salacia elliptica), do Brasil
- Saputá-açu (Peritassa laevigata), muito confundido com outra fruta de mesmo nome
- Saraguaji (Rhamnidium elaeocarpum ou Colubrina glandulosa; Rhamnaceae)
- Seriguela (Spondias purpurea), do Brasil
- Sete-capotes  (Campomanesia guazumaefolia; Myrtaceae)
- Sobre (Emmotum nitens; Icacinaceae)
- Sombra-de-touro (Acanthosyris spinescens)
- Stamvrug (Englerophytum magalismontanum; Sapotaceae)
- Tabog (Swinglea glutinosa; Rutaceae)
- Tajujá (Cayaponia espelina; Cucurbitaceae)
- Tamanqueira (Pera glabrata; Peraceae)
- Tamarindo (Tamarindus indica; Caesalpiniaceae), da Ásia
- Tamarindo-de-folhas-pequenas (Diploglottis campbellii; Sapindaceae)
- Tampoi (Baccaurea macrocarpa; Phyllanthaceae)
- Tapaculo (Vasconcellea goudotiana; Caricaceae)
- Tapiá (Crateva tapia ou Alchornea glandulosa; Euphorbiaceae), do Brasil
- Tapura (Tapura amazonica; Dichapetalaceae) ,também chamado de atranca-culo
- Taquara (Olyra latifolia; Poaceae)
- Tarumã (Vitex montevidensis; Lamiaceae)
- Tarumã-da-várzea (Vitex cyamosa; Lamiaceae), conhecida como jaramataia
- Tarumã-do-cerrado (Vitex polygama; Lamiaceae), conhecida como "maria-preta"
- Tatajuba (Bagassa guianensis), do Brasil
- Taúva (Guarea guidonia; Meliaceae)
- Thekera-bar (Garcinia pedunculata; Clusiaceae), parente do mangostão
- Thondi (Alangium salvifolium; Cornaceae)
- Til (Ocotea foetens; Lauraceae)
- Timburiba ou falso-barbatimão (Cassia leptophyla; Fabaceae-Leg)
- Tomate-da-mata (Solanum oocarpum; Solanaceae)
- Tripa-de-galinha (Hovenia dulcis; Rhamnaceae), conhecida como cajueiro-japonês
- Tucum (Bactris setosa; Arecaceae)
- Tuturubá ver abiu-cutite
- Ucuúba (Virola surinamensis; Myristicaceae)
- Umari (Poraqueiba sericea ou Geoffrea spinosa; Fabaceae), do Brasil
- Umbu (Spondias tuberosa; Anacardiaceae)
- Umiri (Humiria balsamifera), do Brasil
- Urucurana ou ablânia (Sloanea guianensis; Elaeocarpaceae)
- Uvaia (Eugenia uvalha; Myrtaceae), da Mata Atlântica brasileira
- Uvinha-do-mato (Cissus subrhomboidea; Vitaceae)
- Uxi (Endopleura uchi), do Brasil
- Vassoura-de-bruxa (Ouratea hexasperma; Ochnaceae)
- Veludo (Chomelia martiana), do Brasil
- Veludo-branco (Guettarda viburnoides; Rubiaceae)
- Veludo-do-cerrado (Guettarda pohliana; Rubiaceae)
- Wampi (Clausena iansium; Rutaceae)
- Wampi-de-queensland (Clausena smyrelliana; Rutaceae)
- Wampi-rosa (Clausena excavata; Rutaceae)
- Xixá (Sterculia chicha; Malvaceae), fruta indígena do Brasil
- Yantok (Calamus manillensis; Arecaceae)
- Zilo (Treculia africana; Moraceae), chamada também de ukuwa

## Frutas equatoriais
- Abiu (Lucuma caimito; Sapotaceae), da Amazônia
- Abiu-cutite (Pouteria macrophylla)
- Abiu-do-cerrado (Pouteria ramiflora)
- Abiu-piloso ou abiurana (Pouteria torta)
- Abiu-preto (Pouteria ramiflora; Sapotaceae), Amazônia e Centro-Sul do Brasil
- Abiu-roxo (Chrusophyllum cainito)
- Açaí (Euterpe oleracea; Palmae), da Amazônia
- Marmelada-nativa (Alibertia edulis), dos campos da Amazônia
- Murici (Byrsonima crassifolia), do N e NE do Brasil
- Monguba (Pachira aquatica), da Amazônia
- Muru muru (Astrocaryum murumuru), da Amazônia, principalmente Pará e Ilha de Marajó
- Amapá (Parahancornia amapa; Apocynaceae)
- Sapota (Pouteria sapota; Sapotaceae)
- Sapota-do-solimões (Matisia cordata), da Amazônia
- Sorvinha (Couma utilis), da Amazônia
- Tamarindo (Tamarindus indica; Caesalpiniaceae), da Ásia
- Tapiá (Crateva tapia), do Brasil
- Tatajuba (Bagassa guianensis), do Brasil
- Uricuru (Attalea phalerata), da Amazônia
- Xixá (Sterculia chicha; Malvaceae), fruta indígena do Brasil

## Frutas originárias da Ásia

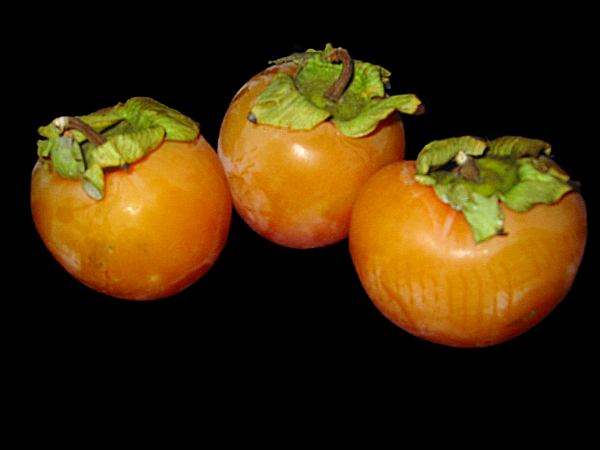
Caquis

Algumas frutas nativas da Ásia, que não eram muito conhecidas em outros lugares até o século XX:
- Caqui ou diospiro (Diospyros kaki; Ebenaceae)
- Goumi (Eleagnus multiflora)
- Kiwi ou Quivi (Actinidia spp.; Actinidiaceae)
- Noni (Morinda citrifolia; Rubiaceae)

## Frutas originárias da América do Norte

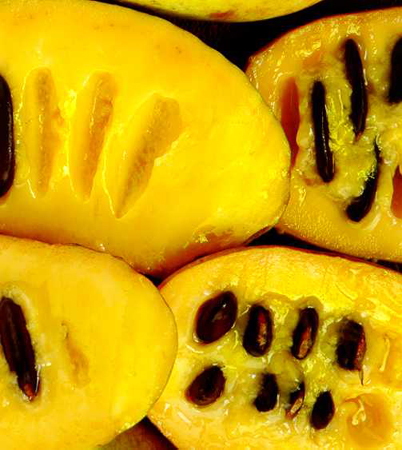
Asimina triloba (Paw-paw)

Algumas frutas nativas da América do Norte, que são habitualmente pouco consumidas:
- Buffaloberry (Shepherdia argenta; Elaeagnaceae), que crescem naturalmente nas pradarias do Canadá.
- Caqui americano (Diospyros virginiana; Ebenaceae)
- Asimina ou PawPaw (Asimina triloba; Annonaceae), não se deve confundir com o mamão (Carica papaya), que é chamado pawpaw em alguns dialetos ingleses)
- Uva-americana: Algumas espécies da uva-americana (por exemplo, Vitis labrusca; Vitaceae) e da uva americana-europeia híbrida são cultivadas onde Vitis vinifera não é adaptada as condições ambientais e são usadas para fazer enxertos.
- Muscadine (Vitis rotundifolia; Vitaceae)

## Cactos e outras plantas suculentas

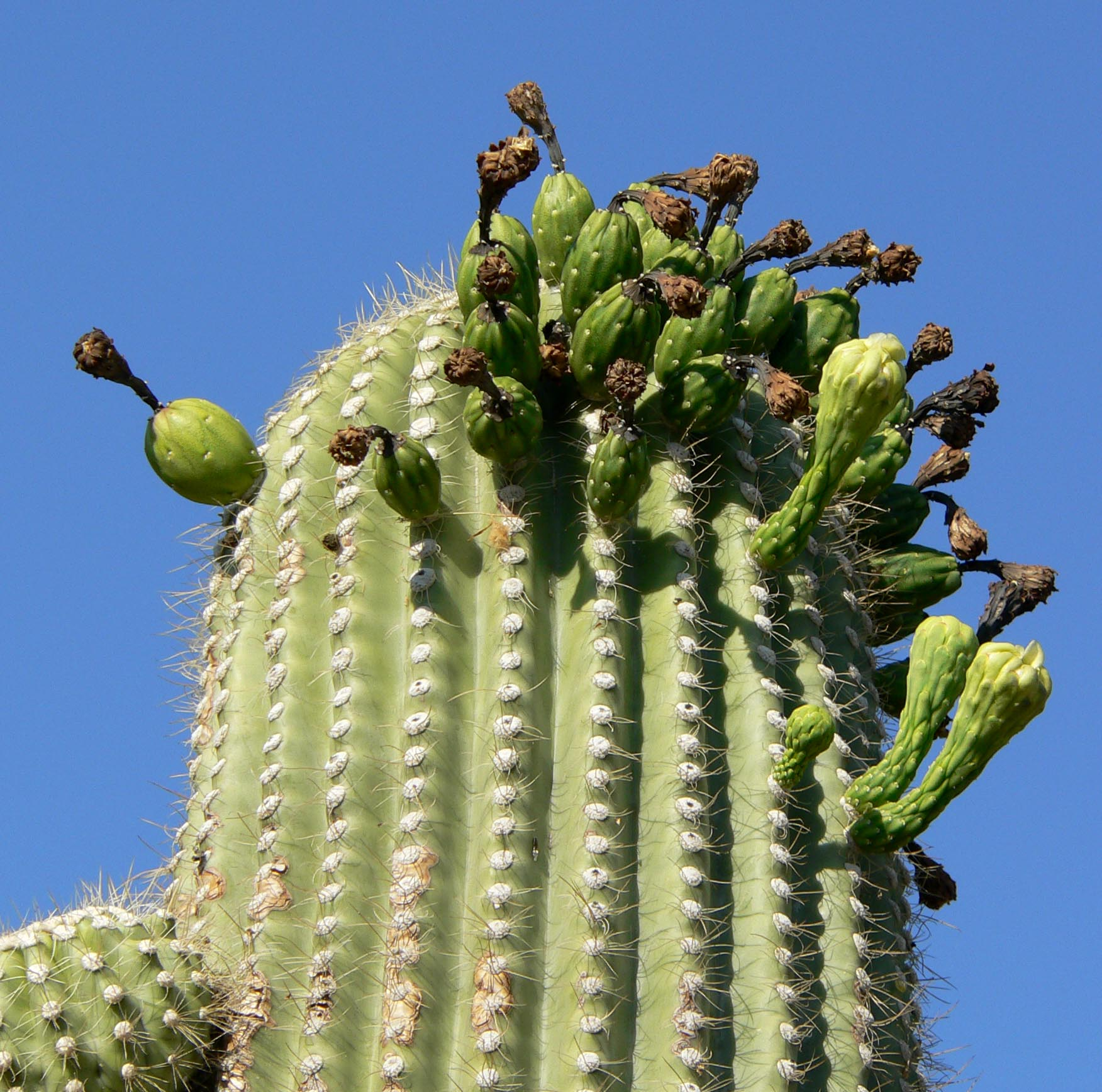
Frutas do cacto saguaro

Diversos cactos produzem frutos comestíveis, que são uma importante e tradicional fonte de comida para alguns povos nativos da América:
- Cacto-da-maçã-peruana (Cereus repandus), conhecida como "pitaya" para alguns
- Cacto-de-natal (Schlumbergera truncata)
- Cacto-orquídea-crenate (Epiphyllum crenatum)
- Cacto-palito (Stetsonia coryne)
- Cacto-pé-de-mamão (Brasilopuntia brasiliensis; Cactaceae)
- Cardón (Pachycereus pringlei)
- Dama-da-noite (Selenicereus grandiflorus)
- Facheiro (Pilosocereus pachycladus), chamado de facheiro-azul e mandacaru-de-facho
- Flor-de-baile (Epiphyllum phyllanthus)
- Mandacaru (Cereus jamacaru)
- Opúncia ou Figueira-da-Índia (Opuntia spp.)
- Pitaya (Hylocereus spp.; Cactaceae)
- Saguaro (Carnegiea gigantea)
- Xiquexique (Pilosocereus gounellei ou Pilosocereus polygonus)

E numerosas outras espécies de cactos.

## Frutas herbáceas anuais

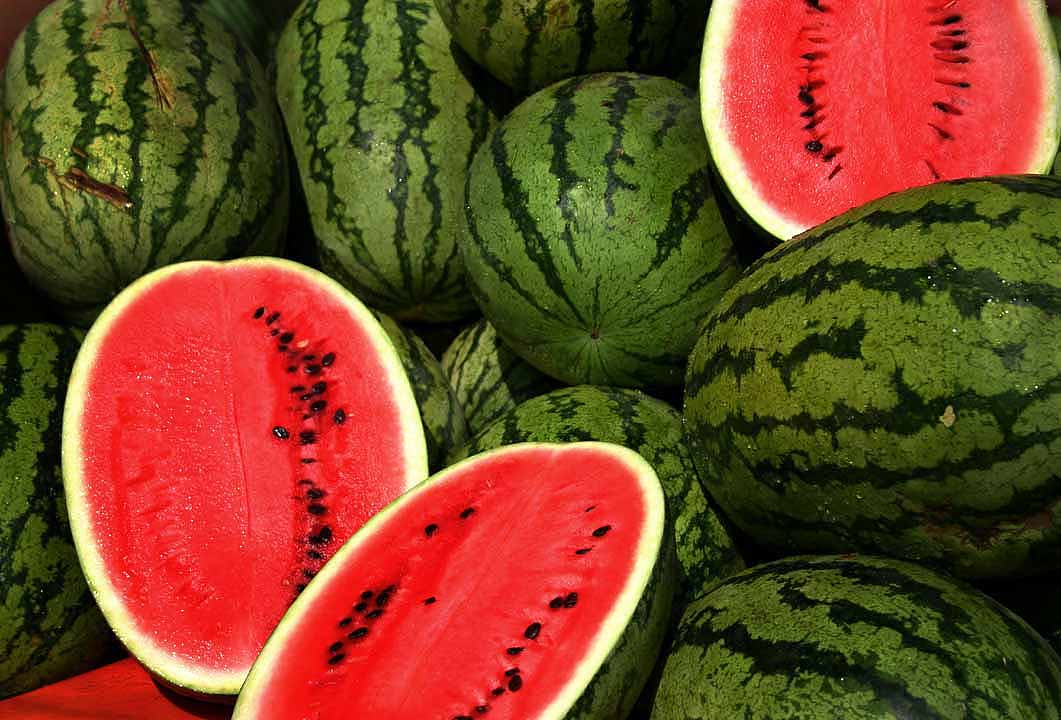
Melancias

### Melões e outros membros das famílias Cucurbitaceae e Solanaceae
Algumas frutas de clima temperado, que excepcionalmente não se desenvolvem em árvores perenes são:
- Melão (Cucumis melo; Cucurbitaceae), meloa.
- Melancia (Citrullus vulgaris; Cucurbitaceae)

### Hortaliças
Umas poucas hortaliças são às vezes coloquialmente, mas incorretamente, denominados como "frutas" na cozinha:
- Angelica spp.; Apiaceae
- Ruibarbo (Rheum spp.; Polygonaceae): é usado na produção de tortas e saladas.